# Wasser- und Wiesennymphe
Die Wasser- und Wiesennymphe ist eine Skulptur von Johann Heinrich Dannecker, die erstmals 1810–1815 von Friedrich Distelbarth unter Danneckers Aufsicht ausgeführt wurde. Sie wird oft auch als Nymphengruppe oder Danneckersche Nymphengruppe bezeichnet, in der älteren Literatur auch als Wiesennymphe, die Wassernymphe aus Dankbarkeit bekränzend.

## Beschreibung
| Werktitel       | Wasser- und Wiesennymphe                                    |
| Künstler        | Johann Heinrich Dannecker                                   |
| Art             | Skulptur                                                    |
| Motiv           | Die Wiesennymphe bekränzt aus Dankbarkeit die Wassernymphe. |
| Material        | unterschiedlich                                             |
| Maße            | unterschiedlich                                             |
| Entstehungsjahr | erstes Modell: 1808, erste Kopie: 1810–1815                 |
| Standort        | Modelle: Stuttgart, Kopien: Stuttgart und Tübingen          |

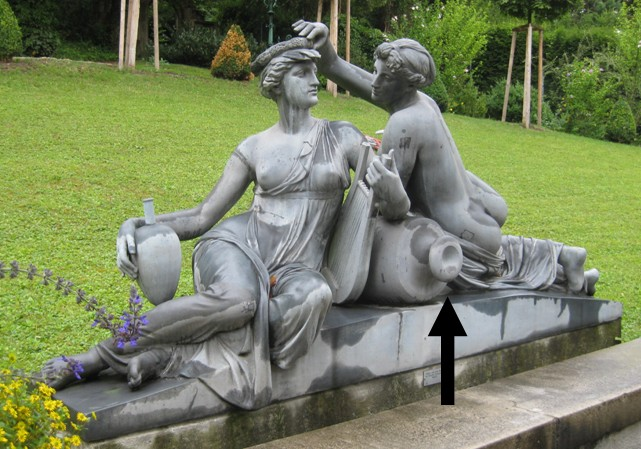
Die Vasenöffnung (Pfeil) kennzeichnet die Vorderansicht

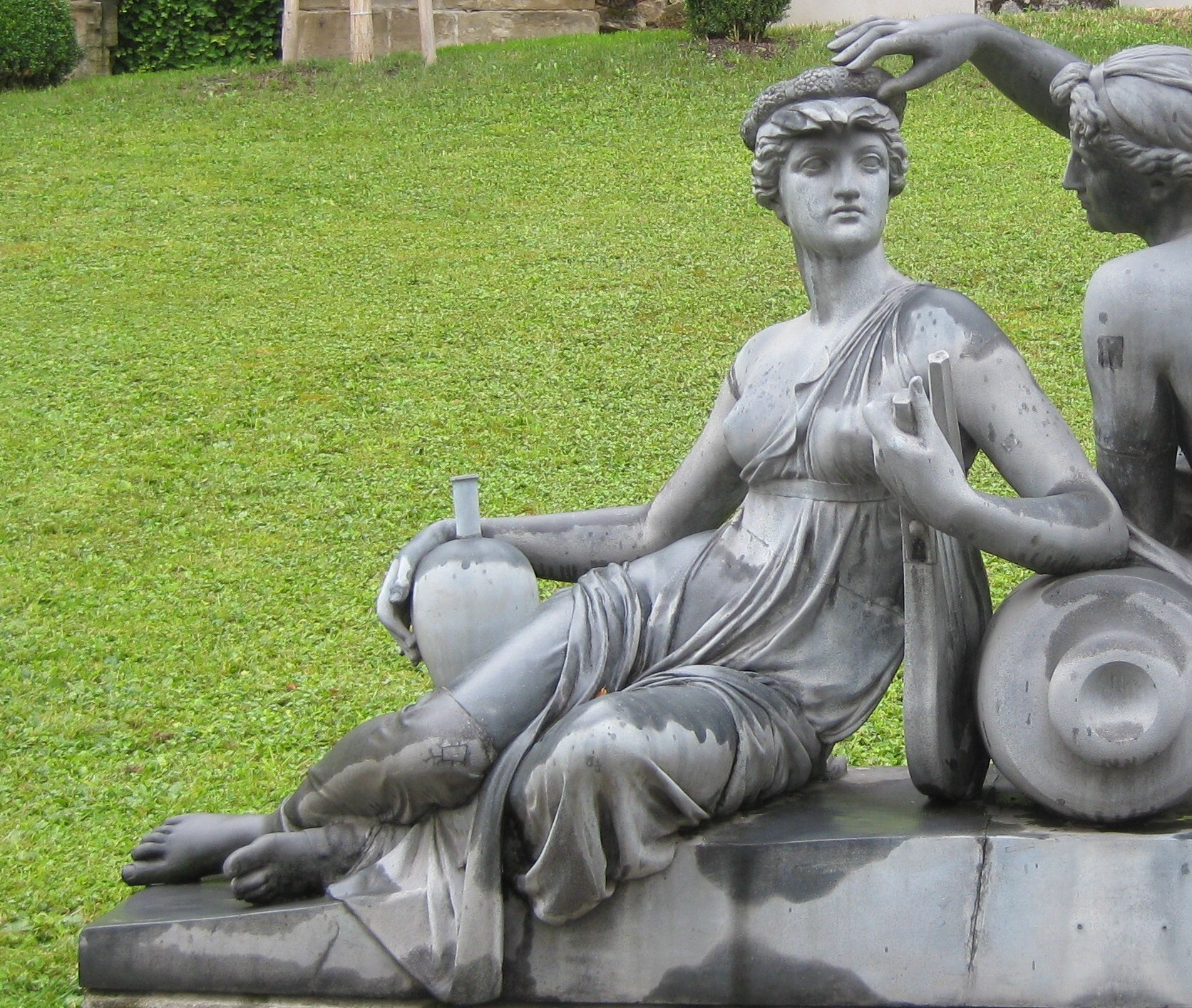
Wassernymphe

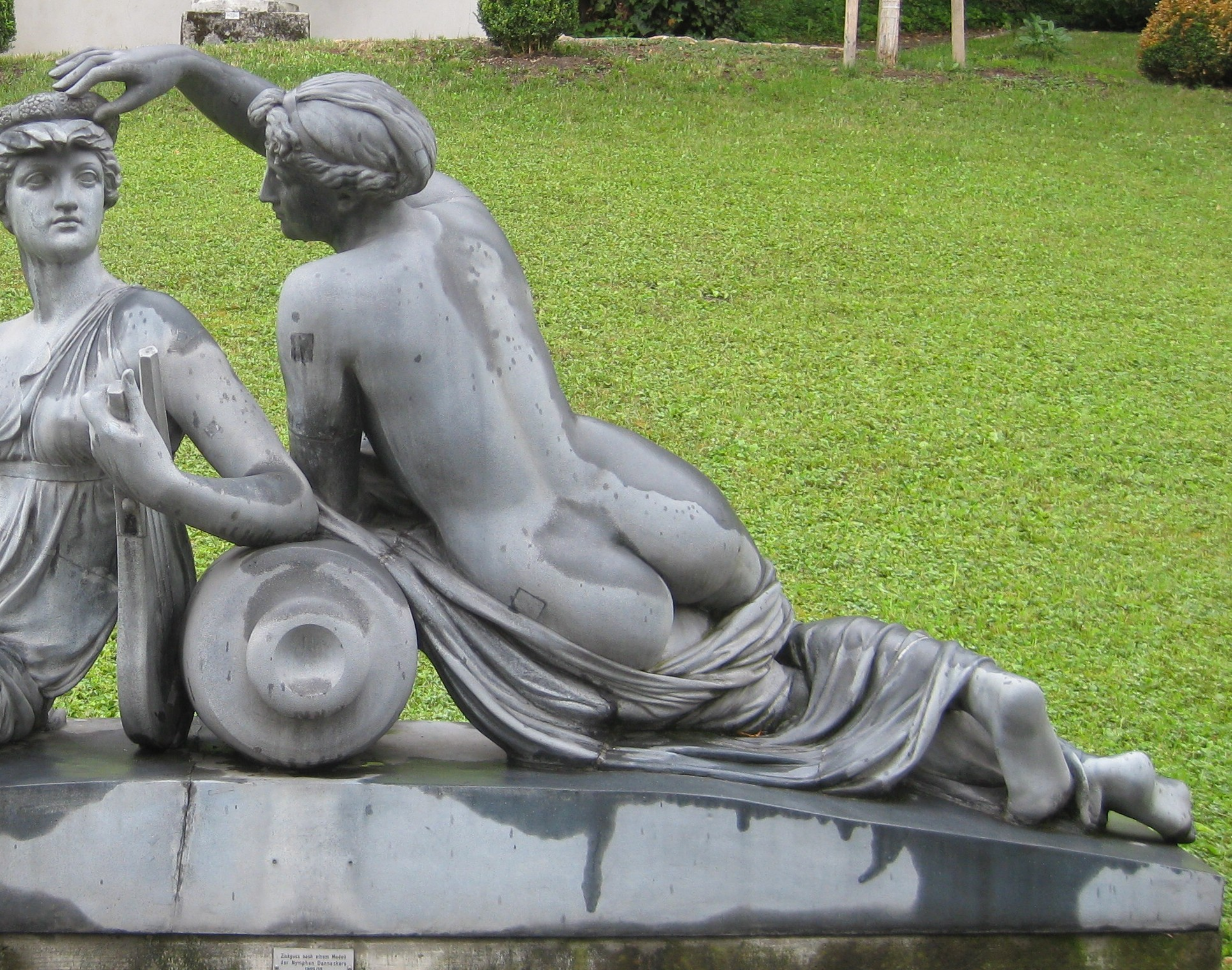
Wiesennymphe

Die Angaben links und rechts beziehen sich auf die Vorderansicht (siehe Abbildung rechts), bei Körperteilen gelten sie aus Sicht der Figur.
Der Kunstwissenschaftler Christian von Holst charakterisiert in seinem Dannecker-Katalog Johann Heinrich Dannecker. Der Bildhauer 1987 Danneckers Nymphengruppe:

„Der Künstler hat mit diesem klassischen Schwesternpaar in halb sitzender, halb liegender Haltung, deren Umriss sich einem flachen Dreieck einbeschreiben ließe, ganz bewusst Bezug genommen auf den architektonischen Hintergrund des Aufstellungsorts. Echohaft wiederholt das Giebelfeld des Schlosses den breitgelagerten Aufbau der Gruppe.
Im Wechsel von wohlgestalteter Nacktheit und dünner, die Körperformen umschmeichelnder Verhüllung, […] durch Verdoppelung, Variation, Nebeneinander von Frontal- und Rückenfigur, einer insgesamt kontrapostischen Kompositionsweise entstand ein Hauptwerk der deutschen Plastik des frühen 19. Jahrhunderts.“

Das jugendliche Paar der beiden Nymphen ruht in halb sitzender, halb liegender Pose seitlich auf einer niedrigen, lehnenlosen Liege, die Körper einander zugeneigt und die Beine zur Seite gestreckt.
Die fast vollständig verhüllte Wassernymphe hält ihren Oberkörper aufrecht und wendet sich frontal dem Betrachter zu, mit geschwungener Hüfte und leicht angewinkelten, ausgestreckten Beinen. Mit dem linken Ellenbogen stützt sie sich auf eine große, dicke Bauchvase (Amphore) und berührt dabei fast den Ellenbogen der Schwester, mit der Hand umfängt sie eine Leier. Der ausgestreckte rechte Arm ruht mit der Hand lässig auf einer schlanken, hohen Vase (Kanne).
Die nur spärlich bekleidete Wiesennymphe kehrt dem Betrachter den Rücken zu. Sie lagert mit leicht angezogenen, übereinander liegenden Beinen seitlich auf der Liege, die linke Hüfte an die Amphore gelehnt und den gebeugten linken Arm darauf abgestützt. In einem dynamischen, diagonalen Schwung strebt ihr Körper zu ihrer Schwester hin. Sie streckt den rechten Arm vor und krönt das Haupt der Schwester mit einem Blütenkranz zum Zeichen der Dankbarkeit für das lebenspendende Nass, das die Wassernymphe über die Wiesen der Schwester ergießt.

## Modelle und Kopien
Die Modelle sind von M1 bis M5 und die Kopien von K1 bis K6 durchnummeriert.
Dannecker hat mindestens fünf Modelle der Nymphengruppe angefertigt oder anfertigen lassen. Sein erster Entwurf für die Nymphengruppe war eine kleine Skizze in gebranntem Ton aus dem Jahr 1808 (M1), die vermutlich im Zweiten Weltkrieg zerstört wurde.
Von dem etwas größeren, bereits ausgearbeiteten Modell M2 blieb ein Gipsabguss erhalten. Von dem wahrscheinlich lebensgroßen Modell M3 ist nur der Gipsabguss eines Nymphenkopfs überliefert, der Spuren der Punktierung zur Übertragung in Marmor aufweist.
Die beiden übrigen Modelle M4 und M5 wurden zur Anfertigung von Kopien verwendet. Die erste, doppelt lebensgroße Ausführung der Figurengruppe (K1) schuf Friedrich Distelbarth nach dem lebensgroßen Gipsmodell M4 in Sandstein unter Danneckers Aufsicht.
Diese Version kann daher als von ihm autorisiert gelten und man kann davon ausgehen, dass die Veränderungen gegenüber dem zugrundeliegenden Modell M4 von ihm gewollt waren.
Nach der „Originalkopie“ K1 sind weitere Kopien entstanden: die Marmorkopie K2 (1922–1926) von Adolf Fremd und Kurt Fanghänel, die im Zweiten Weltkrieg zerstört wurde, die Marmorkopie K5 von Doris Schmauder (1982) und der Kunststeinguss K6 von Hans Volker Dursy (1986). Kurt Fanghänel schuf von dem Modell M4 außerdem eine 1:1-Kopie in Kunststein (K3). Von dem verlorengegangenen, dreiviertel lebensgroßen Gipsmodell M5 blieb eine Zinkgusskopie (K4) erhalten.

### Modelle
| Literatur    | Christian von Holst: Johann Heinrich Dannecker. Der Bildhauer. Stuttgart 1987, Nr. 118a (Skizze Klinckerfuß)           |
| Jahr         | 1808 |
| Beschreibung | Gebranntes Tonmodell, bezeichnet auf dem Podest hinten rechts „Dannecker / 1808“                                       |
| Provenienz   | wohl in den 1930er Jahren in den Besitz des Stuttgarter Stadtarchivs gelangt, im Zweiten Weltkrieg vermutlich zerstört |
| Größe        | vermutlich 2/3 der Größe von Modell M2                                                                                 |
| Ort          | ehemals Stuttgart, Stadtarchiv, Inventarnummer S 441; im Krieg vermutlich zerstört                                     |

| Literatur    | Christian von Holst: Johann Heinrich Dannecker. Der Bildhauer. Stuttgart 1987, Nr. 118b („Modell“ Stadtarchiv), Werner Fleischhauer: Die Hohe Carlsschule. Stuttgart 1959, S. 187 Nr. 530 |
| Jahr         | um 1808–1810 |
| Beschreibung | Gipsabguss nach einem verlorenen, ausgearbeiteten Tonmodell |
| Provenienz   | 1956 von Adolf Spemann dem Stuttgarter Stadtarchiv geschenkt |
| Größe        | 34 × 66 × 13,5 cm |
| Ort          | Stuttgart, Stadtarchiv, Inventarnummer S 1465 |

| Literatur    | Christian von Holst: Johann Heinrich Dannecker. Der Bildhauer. Stuttgart 1987, Nr. 118c (Fragment Stadtarchiv)                    |
| Jahr         | unbekannt |
| Beschreibung | Gipsabguss des Kopfs der Wassernymphe, punktiert zur Übertragung in Marmor, aus Bruchstücken zusammengesetzt und zum Teil ergänzt |
| Provenienz   | unbekannt |
| Größe        | 26 cm hoch |
| Ort          | Stuttgart, Stadtarchiv |

| Literatur    | Christian von Holst: Johann Heinrich Dannecker. Der Bildhauer. Stuttgart 1987, Nr. 118d (lebensgroße Gruppe Staatsgalerie) |
| Jahr         | 1808–1810 |
| Beschreibung | Gipsmodell, im Zweiten Weltkrieg beschädigt, an der Oberfläche sehr mitgenommen                                            |
| Provenienz   | 1858 von König Wilhelm I. der Staatsgalerie Stuttgart geschenkt                                                            |
| Größe        | 121 × 251 × 51 cm (Lebensgröße)                                                                                            |
| Ort          | Stuttgart, Staatsgalerie, Inventarnummer P 707                                                                             |
| Kopien       | K1, K2, K3, K5, K6 |

| Literatur    | Helmut Hornbogen: Danneckers Nymphengruppe. Über die bewegte Vergangenheit und vielfältige Gegenwart zweier leichtbekleideter Frauen. Tübingen 1991, S. 36                     |
| Jahr         | unbekannt |
| Beschreibung | Gipsmodell |
| Provenienz   | ursprünglich im Besitz von Herzogin Wera, die es dem Bildhauer Adolf Fremd schenkte, wahrscheinlich verloren, als Referenz kann die in Lebensgröße realisierte Kopie K4 dienen |
| Größe        | ca. 91 × 188 × 38 cm (dreiviertel Lebensgröße) |
| Ort          | Verbleib unbekannt |
| Kopien       | K4 |

### Kopien
| Künstler     | Friedrich Distelbarth |
| Literatur    | Christian von Holst: Johann Heinrich Dannecker. Der Bildhauer. Stuttgart 1987, Nr. 118e (Ausführung Distelbarth) |
| Jahr         | 1810–1815 |
| Modell       | M4 |
| Beschreibung | Ausführung in doppelter Größe nach dem Modell M4 in Keupersandstein unter Aufsicht von Dannecker. |
| Provenienz   | Aufstellung ursprünglich in Stuttgart zwischen dem Nordflügel des Neuen Schlosses und dem Oberen Anlagensee oder Theatersee (heute Eckensee), ab 1839 direkt am Oberen Anlagensee, ab 1926 am Anlagensee in Tübingen, 1985–1986 restauriert von dem Restaurator Hans Volker Dursy in Ladenburg, seit 1991 in der Tübinger Kunsthalle |
| Größe        | ca. 242 × 502 × 102 cm (doppelte Lebensgröße) |
| Ort          | Tübingen, Kunsthalle, Literaturcafé |

| Künstler     | Adolf Fremd und Kurt Fanghänel |  |
| Literatur    | Helmut Hornbogen: Danneckers Nymphengruppe. Über die bewegte Vergangenheit und vielfältige Gegenwart zweier leichtbekleideter Frauen. Tübingen 1991, S. 30–34; Manfred Schmid: Städtisches Lapidarium. Museumsführer., S. 62, Nr. 91; Gustav Wais: Stuttgarts Kunst- und Kulturdenkmale. S. 78–79 (Nymphengruppe), 117 Nr. 127 |  |
| Jahr         | 1922–1926 |  |
| Modell       | M4 |  |
| Beschreibung | Kopie in Carrara-Marmor nach dem Modell M4 oder nach der Ausführung K1 von Friedrich Distelbarth. |  |
| Provenienz   | Aufstellung 1926 in Stuttgart am Oberen Anlagensee (heute Eckensee) als Ersatz für Distelbarths Sandsteinkopie K1, 1944 durch Bomben zerstört, der Torso der Wiesennymphe und der Kopf der Wassernymphe blieben erhalten |  |
| Größe        | ca. 242 × 502 × 102 cm (doppelte Lebensgröße); Torso (Zirkamaße): 100 × 190 × 90 cm |  |
| Ort          | Torso der Wiesennymphe: Stuttgart, Städtisches Lapidarium Kopf der Wassernymphe: Stuttgart, Stadtarchiv |  |

| Künstler     | Kurt Fanghänel |
| Literatur    | Helmut Hornbogen: Danneckers Nymphengruppe. Über die bewegte Vergangenheit und vielfältige Gegenwart zweier leichtbekleideter Frauen. Tübingen 1991, S. 32; Gustav Wais: Stuttgarts Kunst- und Kulturdenkmale. S. 117 Nr. 127 |
| Jahr         | um 1926 |
| Modell       | M4 |
| Beschreibung | Kunststeinkopie in Lebensgröße nach dem Modell M4. |
| Provenienz   | Aufstellung um 1926 in Stuttgart im Freigelände des Mineralbads Berg |
| Größe        | 121 × 251 × 51 cm (Lebensgröße) |
| Ort          | Stuttgart, Mineralbad Berg, Freigelände Koordinaten 48° 47′ 44,7″ N, 9° 12′ 24,44″ O |

| Künstler     | NN |
| Literatur    | Helmut Hornbogen: Danneckers Nymphengruppe. Über die bewegte Vergangenheit und vielfältige Gegenwart zweier leichtbekleideter Frauen. Tübingen 1991, S. 32; Gustav Wais: Stuttgarts Kunst- und Kulturdenkmale. S. 117 Nr. 127 |
| Jahr         | um 1933 |
| Modell       | M5 |
| Beschreibung | Zinkgusskopie in dreiviertel Lebensgröße nach dem Modell M5. |
| Provenienz   | Ursprünglicher Aufstellungsort unbekannt. |
| Größe        | 121 × 251 × 51 cm (Lebensgröße) |
| Ort          | Stuttgart, Städtisches Lapidarium |

| Künstler     | Doris Schmauder |
| Literatur    | Helmut Hornbogen: Danneckers Nymphengruppe. Über die bewegte Vergangenheit und vielfältige Gegenwart zweier leichtbekleideter Frauen. Tübingen 1991, S. 38–43 |
| Jahr         | 1982 |
| Modell       | K1 |
| Beschreibung | Kopie in Carrara-Marmor nach der Ausführung K1 von Friedrich Distelbarth                                                                                      |
| Größe        | ca. 242 × 502 × 102 cm (doppelte Lebensgröße) |
| Ort          | Stuttgart, Schloss Rosenstein, am Bassin vor dem Haupteingang Koordinaten 48° 48′ 0,3″ N, 9° 12′ 19,3″ O                                                      |

| Künstler     | Hans Volker Dursy |
| Literatur    | Helmut Hornbogen: Danneckers Nymphengruppe. Über die bewegte Vergangenheit und vielfältige Gegenwart zweier leichtbekleideter Frauen. Tübingen 1991, S. 46–49 |
| Jahr         | 1986 |
| Modell       | K1 |
| Beschreibung | Steingusskopie in doppelter Lebensgröße nach der Ausführung K1 von Friedrich Distelbarth, ausgeführt von dem Restaurator Hans Volker Dursy in Ladenburg.      |
| Größe        | ca. 242 × 502 × 102 cm (doppelte Lebensgröße) |
| Ort          | Tübingen, Anlagensee Koordinaten 48° 31′ 1,36″ N, 9° 3′ 10,74″ O                                                                                              |

## Geschichte
Die erste Kopie der Danneckerschen Nymphengruppe war die monumentale Ausführung Distelbarths (K1), die zwischen 1810 und 1815 fertiggestellt wurde. Sie wurde in Stuttgart beim Gartenflügel (Nordflügel) des Neuen Schlosses auf einem hohen Podest aufgestellt, am Anfang eines Kanals, der in den Oberen Anlagensee einmündete. 1839 wurde der Kanal zugeschüttet und die Gruppe direkt an den See herangerückt, so dass die Vorderansicht nur noch aus der Entfernung vom gegenüberliegenden Seeufer betrachtet werden konnte. 1926 wurde die Sandsteinkopie durch die Marmorkopie K2 von Adolf Fremd und Kurt Fanghänel ersetzt. Sie wurde 1944 bei einem Bombenangriff zerstört, jedoch konnte der Torso der Wiesennymphe und der Kopf der Wassernymphe gerettet werden. 1982 schuf Doris Schmauder als Ersatz die Marmorkopie K5, die am Bassin vor dem Haupteingang von Schloss Rosenstein aufgestellt wurde.

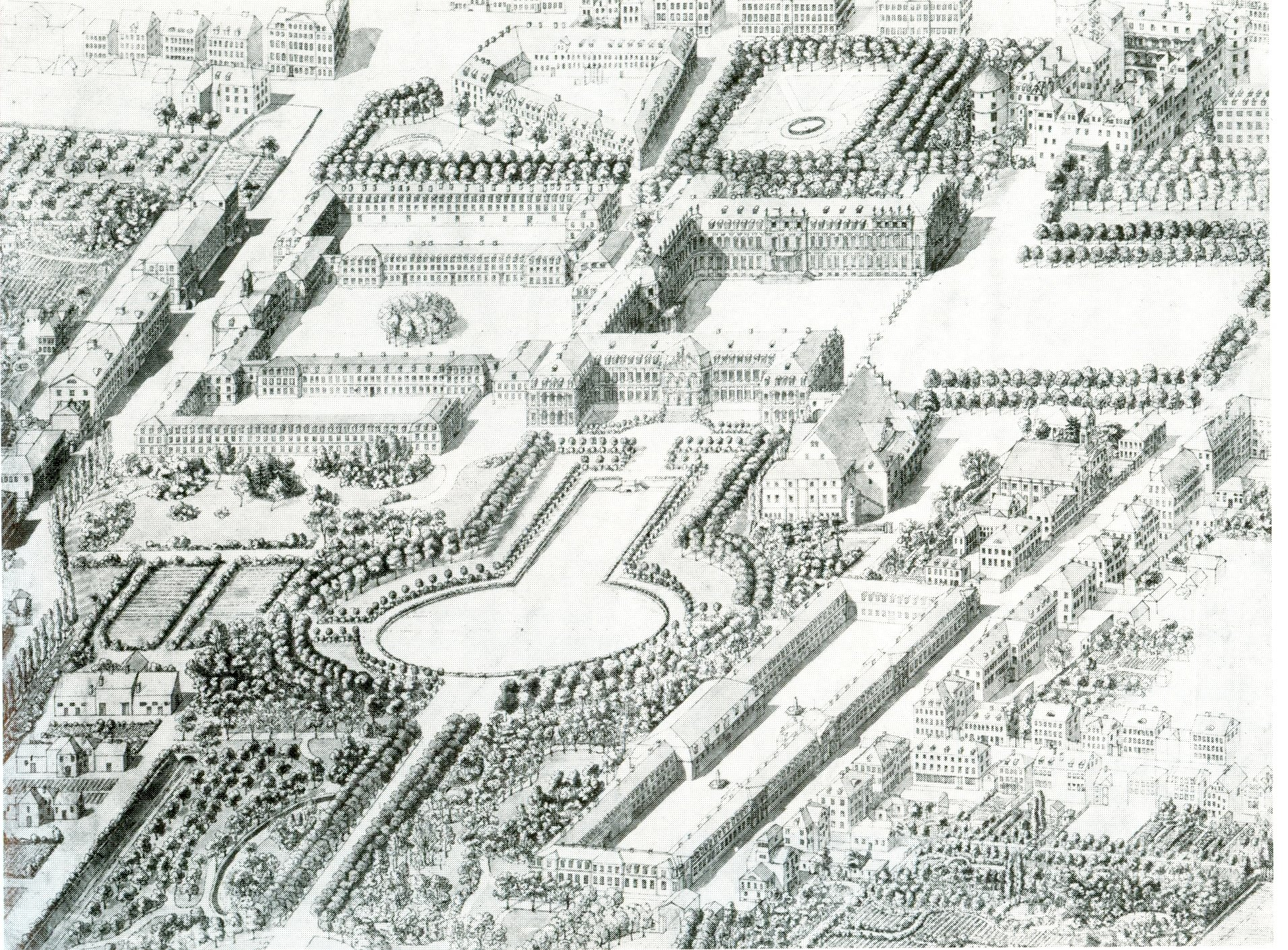
Bis 1839: Aufstellung der Nymphengruppe am Anfang des Kanals, der zusammen mit dem vorgelagerten runden See den sogenannten Epaulett-See bildete.
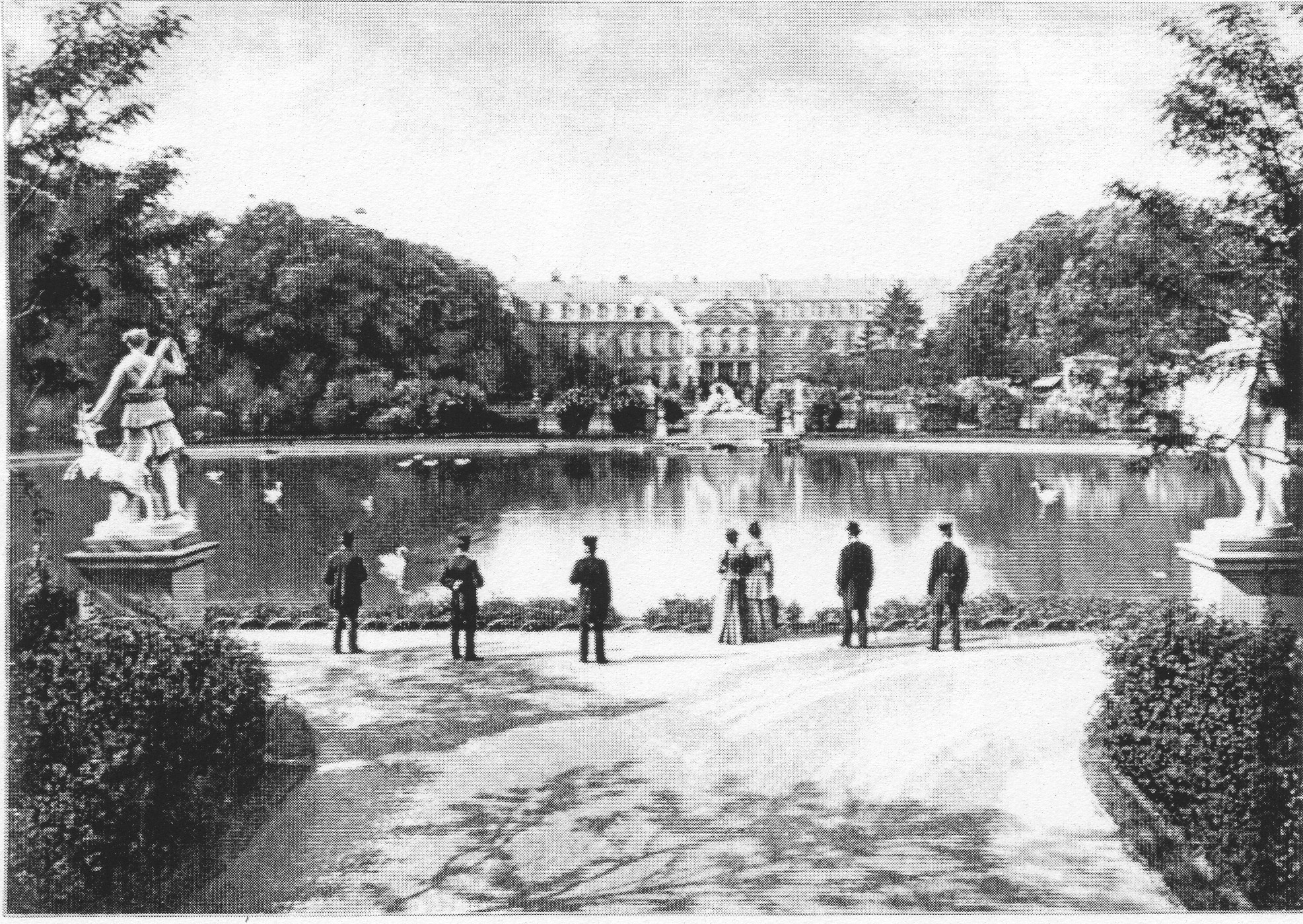
1839–1926: Blick auf das Neue Schloss und den Oberen Anlagensee mit der Nymphengruppe
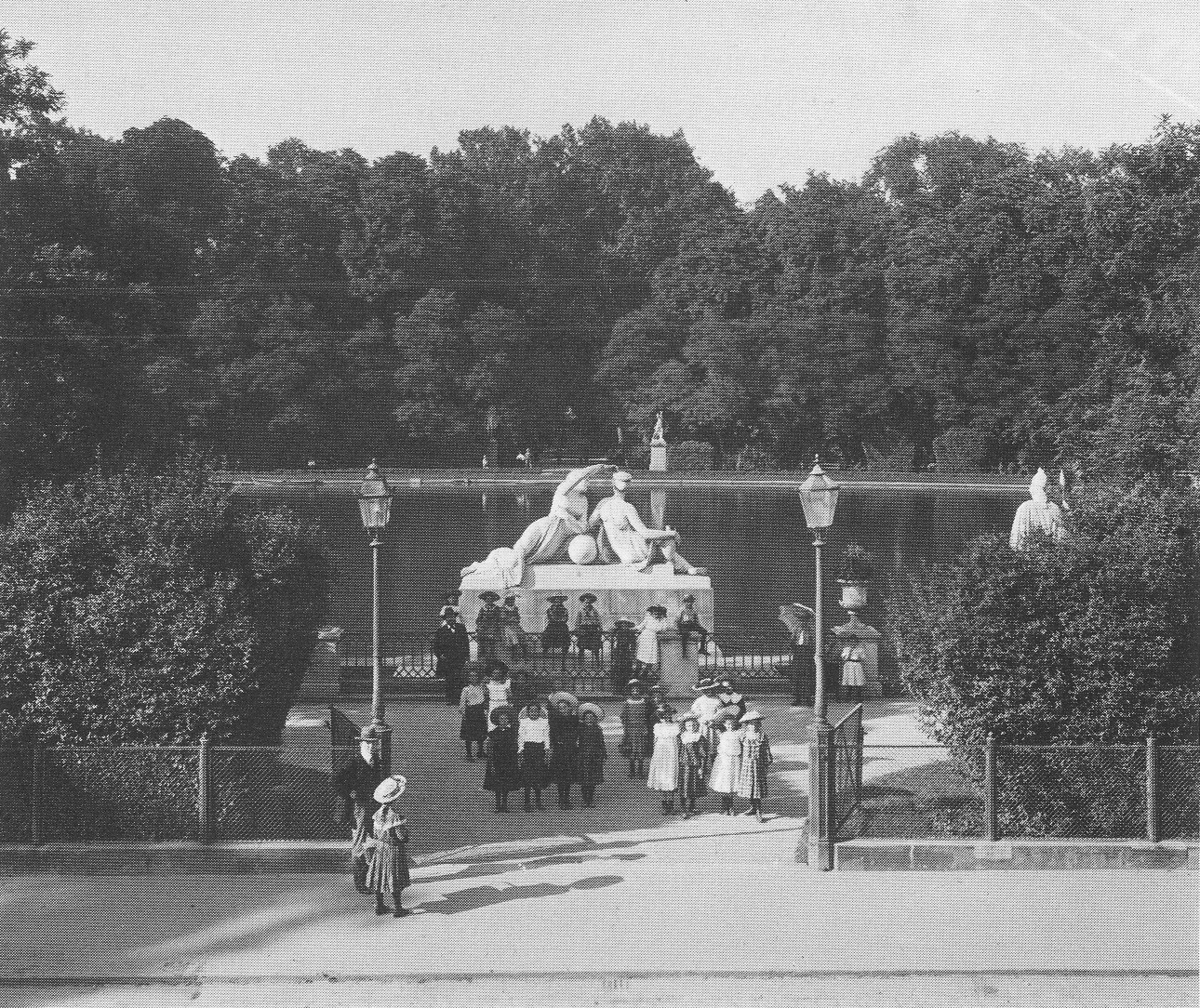
1839–1926: Blick von der Gartenfassade des Neuen Schlosses auf die Nymphengruppe am Oberen Anlagensee

Die distelbarthsche Kopie wurde 1926 nach Tübingen an den Anlagensee versetzt, 1985–1986 generalüberholt und 1991 im Literaturcafé der Tübinger Kunsthalle so wieder aufgestellt, dass nur die Vorderseite sichtbar ist (Ausschnitte der Rückseite kann man in dem Spiegel dahinter sehen). Am Tübinger Anlagensee wurde als Ersatz für das Original die Steingusskopie K6 von Hans Volker Dursy installiert. Man kann die Vorderseite der Gruppe nur vom weit entfernten gegenüberliegenden Ufer des Sees aus frontal betrachten.
1926 wurde auf dem Freigelände des Stuttgarter Mineralbads Berg die lebensgroße Kunststeinkopie K3 von Kurt Fanghänel aufgestellt (Rückseite verdeckt), und um 1933 die dreiviertel lebensgroße Zinkgusskopie K4 im Städtischen Lapidarium.

## Rezeption

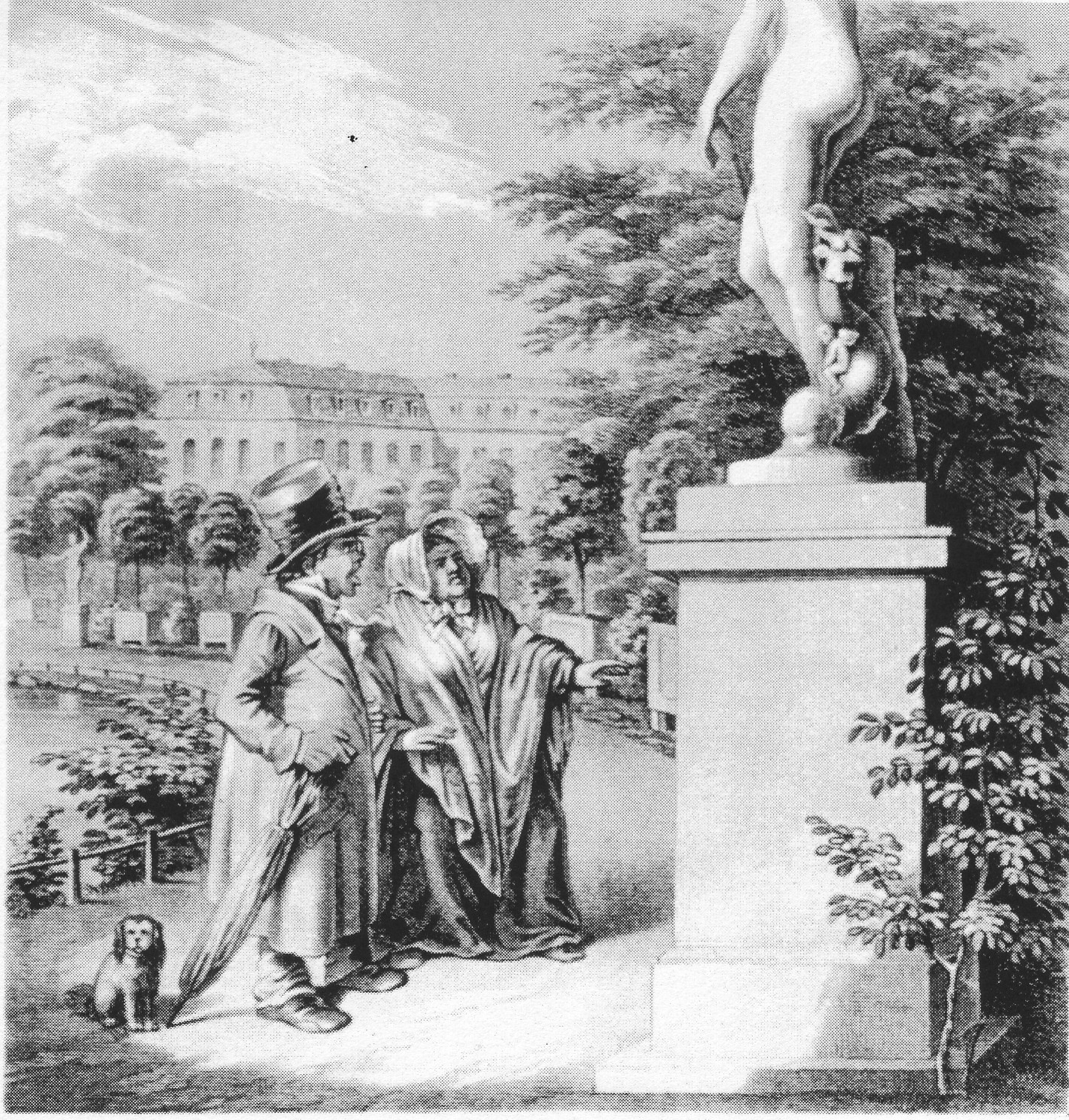
So wie 1855 vor dieser nackten Statue werden sich die guten Bürger auch über Danneckers Werk ein paar Jahrzehnte vorher entrüstet haben (anonyme Lithographie um 1855).

Bei der „normalen“ Bevölkerung (nicht bei den Kunstsachverständigen) hatten es die schönen Nymphen schwer. Die skandalöse Nacktheit der Nymphen war damals eine Zumutung für einen öffentlichen Aufstellungsort. So hatte die Nymphengruppe zur Zeit ihrer Aufstellung und Jahrzehnte danach mit der moralischen Verklemmtheit der biedermeierlichen Zeitgenossen zu kämpfen. Es heißt, die Spaziergänger der feinen Stuttgarter Gesellschaft hätten aus sittlicher Empörung einen weiten Bogen um die Skulptur geschlagen. Dabei hatte Dannecker die Nacktheit der Nymphen, vor allem die der Wiesennymphe, gegenüber seinem ersten Entwurf (M1) schon deutlich gemindert.
Danneckers Lavaterbüste, seine Schillerbüste und seine Ariadne auf dem Panther provozierten die zeitgenössischen Kunstbeflissenen zu vielerlei lobenden und oft überschwänglichen Meinungsäußerungen. Erstaunlicherweise wurde seine Nymphengruppe von der Kunstwelt vergleichsweise wenig beachtet. Fast typisch könnte die Äußerung des nicht unbedeutenden Kunstverlegers Ernst Arthur Seemann (1829–1904) erscheinen, der die Wald- und Wiesennymphen als eines der „minder bedeutenden Werke“ Danneckers einordnete Dabei zählt die Nymphengruppe zweifelsfrei zu Danneckers populärsten Schöpfungen. Die zarte, friedliche Harmonie der beiden vertrauten Schwestern verfehlt auch heute nicht ihre Wirkung auf den Betrachter.
Der Kunsthistoriker und Dannecker-Biograph Adolf Spemann (1886–1964) war 1909 voll des Lobes über Danneckers Nymphen:

„Die Gruppe der beiden Nymphen am Stuttgarter oberen Anlagensee hat merkwürdigerweise nie denselben Ruhm erlangt wie die Ariadne. Ich möchte in ihr die Krone aller Danneckerschen Schöpfungen sehen; der große Wurf ist gelungen, Stil und Naturstudium sind zu einer wunderbaren Einigung gelangt.“

In dem Stuttgarter Fremdenführer von 1858 hieß es:

„Das Werk, gleich schön und vollendet, von welcher Seite man es betrachtet, macht durch die sinnige Idee, Schönheit der Verhältnisse bei aller Körpergrösse, Harmonie der Form und Correctheit der Ausführung, einen vortrefflichen Eindruck.“

Christian von Holst, bezeichnet 1987 die Tonskizze M1 als „ein Werk von bezauberndem sinnlichem Reiz“ und die realisierte Nymphengruppe als „ein Hauptwerk der deutschen Plastik des frühen 19. Jahrhunderts“

## Ikonographie
Es ist nichts Genaueres bekannt über die Entstehungsgeschichte der Danneckerschen Nymphengruppe. Man weiß nicht, welche Vorbilder Dannecker bekannt waren, welche Anregungen er empfing und verarbeitete, und man weiß nicht, wie sich seine Ideen entwickelten. Nichtsdestotrotz gab und gibt es Spekulationen über mögliche Vorbilder für die Nymphengruppe.

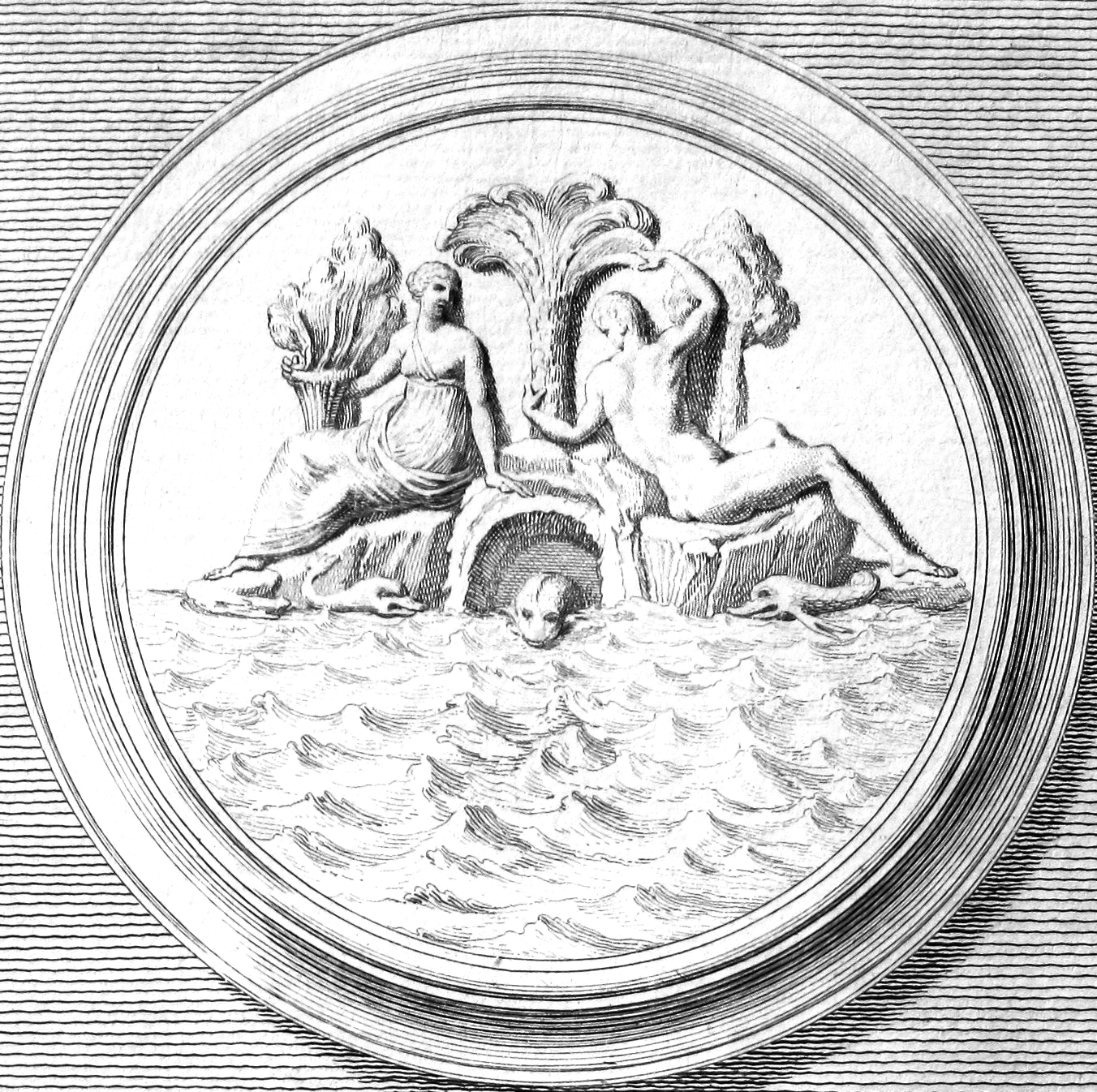
Bild 1: Florentiner Gemme
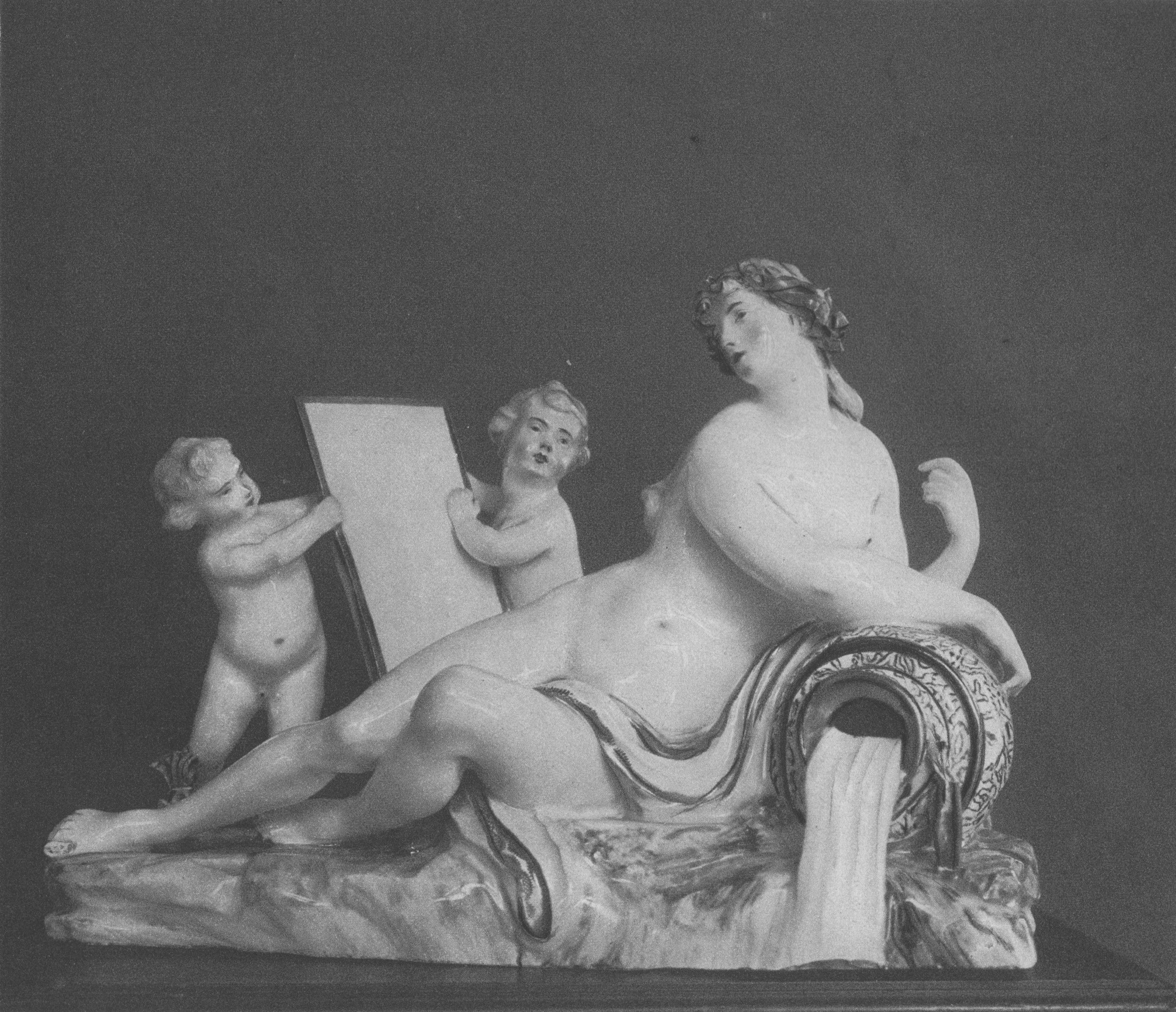
Bild 2: Wassernymphe von Pierre François Lejeune
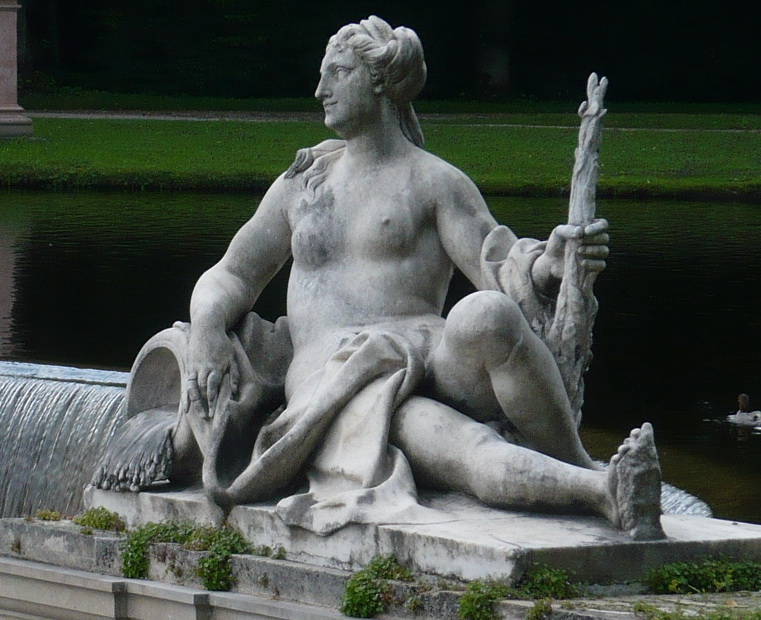
Bild 3. Flussgöttin Isar im Schlosspark Nymphenburg in München von Giuseppe Volpini
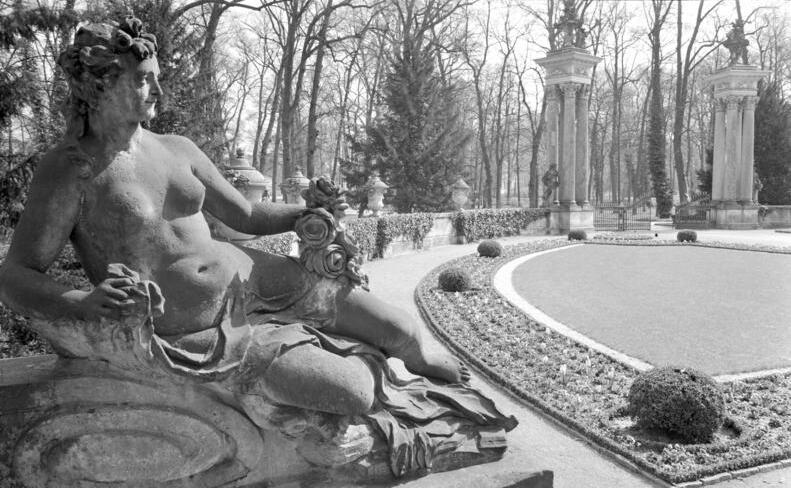
Bild 4. Nymphe am Schloss Sanssouci in Potsdam von Christian Glume

Der Kunsthistoriker Heinrich Brockhaus stellte 1908 in dem Aufsatz Danneckers Brunnen im Schloßgarten zu Stuttgart die Vermutung auf, dass Dannecker von einer Florentiner Gemme aus dem 16. Jahrhundert zu seinen Nymphen angeregt wurde (Bild 1). Die Gemme zeigt ein winziges Eiland mitten im Meer, mit einer Palme und zwei Laubbäumen, einer Grotte und umherschwimmenden Delphinen. Auf der Insel, die in der Seitenansicht ähnlich gestaltet ist wie die Liege in Danneckers Nymphengruppe, ruhen zwei Personen, auch sie halb sitzend, halb liegend. Eine fast vollständig bekleidete Frau wendet sich zum Betrachter und hält eine Blumenvase mit einer großen Pflanze in der Rechten, den ausgestreckten linken Arm stützt sie mit der Hand auf das Dach der Grotte, auf dem die Palme wächst. Die andere Person ist ein nackter Mann, der dem Betrachter den Rücken zeigt. Mit der Linken umfängt er den Stamm der Palme, die Rechte erhebt er im Bogen über seinen Kopf und deutet mit dem Zeigefinger zu der Frau hin. Zweifellos weisen Komposition und einige Einzelheiten der Gemme Ähnlichkeit mit der Danneckerschen Gruppe auf, aber um mit Christian von Holst zu sprechen:

„es kann sich jedoch allenfalls nur um eine kleine Anregung handeln, denn der Künstler bietet, wie Brockhaus selbst feststellt, weit mehr, als er vorfand“

Von Holst schlägt noch eine weitere mögliche Quelle vor:

„Zu nennen ist in diesem Zusammenhang auch eine Dannecker noch leichter zugängliche lagernde Wassernymphe der Ludwigsburger Manufaktur, deren Modell seinem Lehrer Lejeune zugeschrieben wird“

Diese nackte Wassernymphe (Bild 2), der zwei Putten den Spiegel vorhalten, hat außer der Sitz-Liege-Haltung und der dicken Amphore nicht viel mehr gemein mit Danneckers Nymphen. Dies trifft auch für viele andere sitzend-liegende Nymphen zu (z. B. Bild 3–5), aber auch auf viele andere halb sitzende, halb liegende Figuren der Kunstgeschichte.

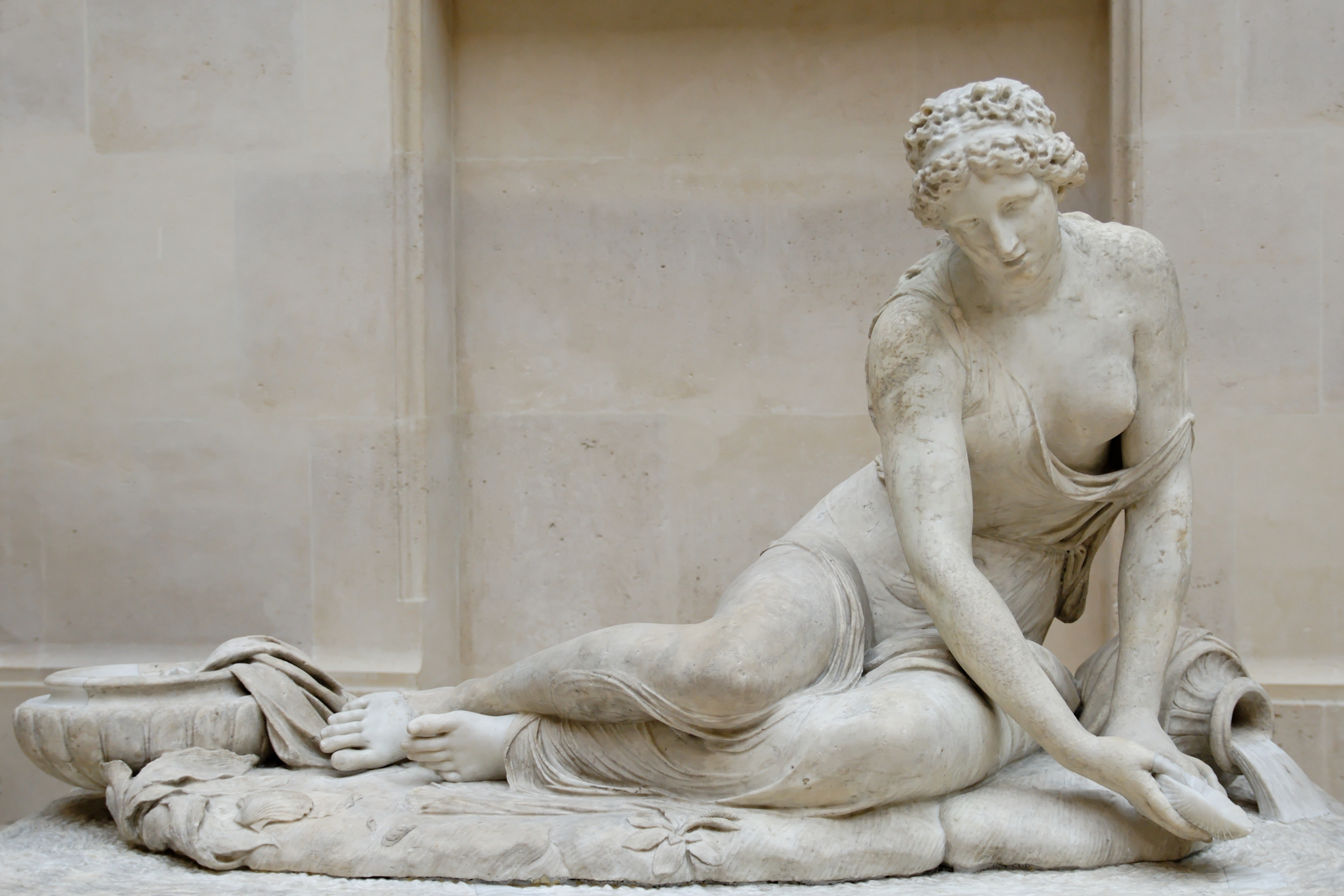
Bild 5. Nymphe mit Muschel von Antoine Coysevox
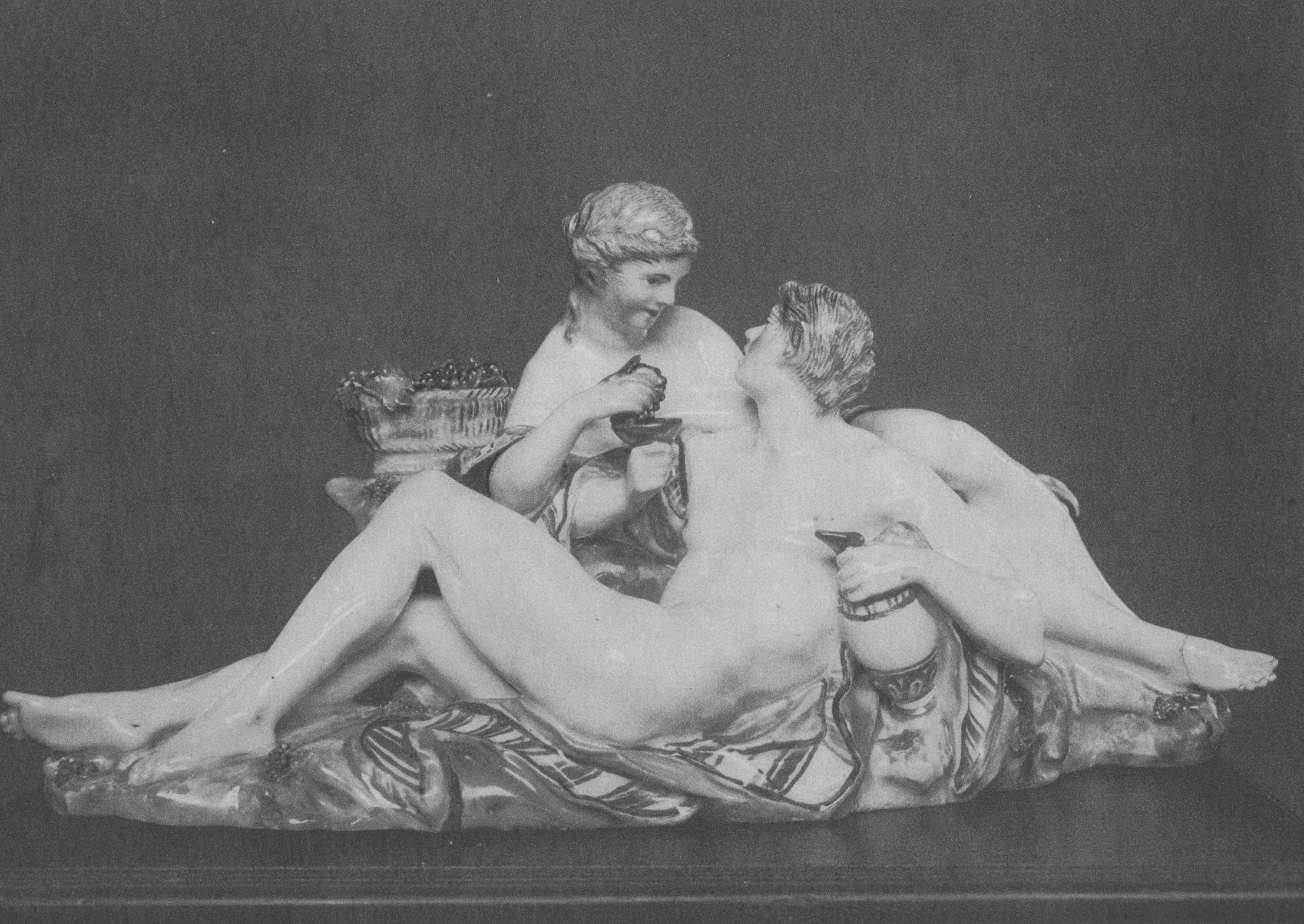
Bild 6. Liegende Bacchanten von Johann Christian Wilhelm Beyer
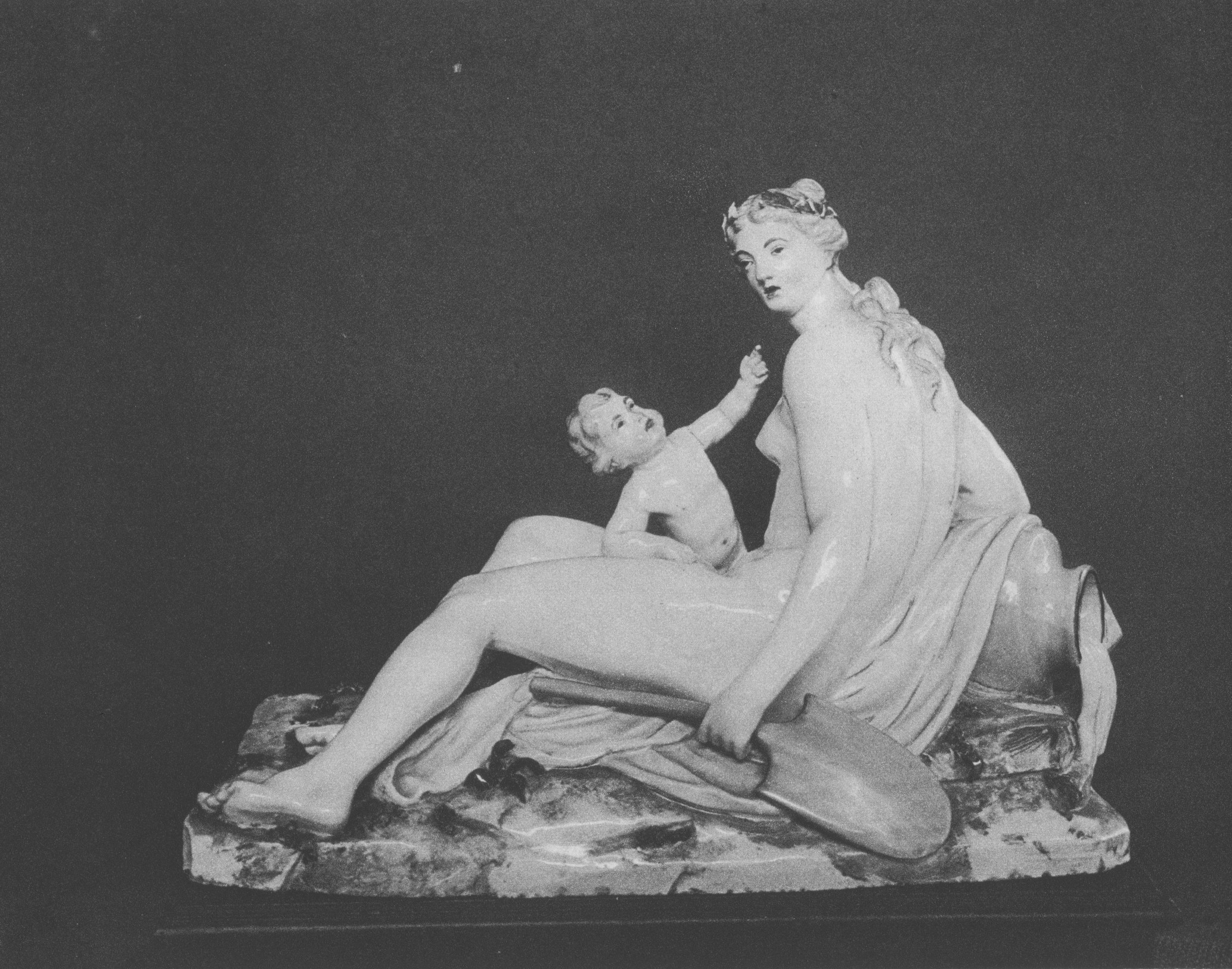
Bild 7. Flussnymphe von Domenico Ferretti
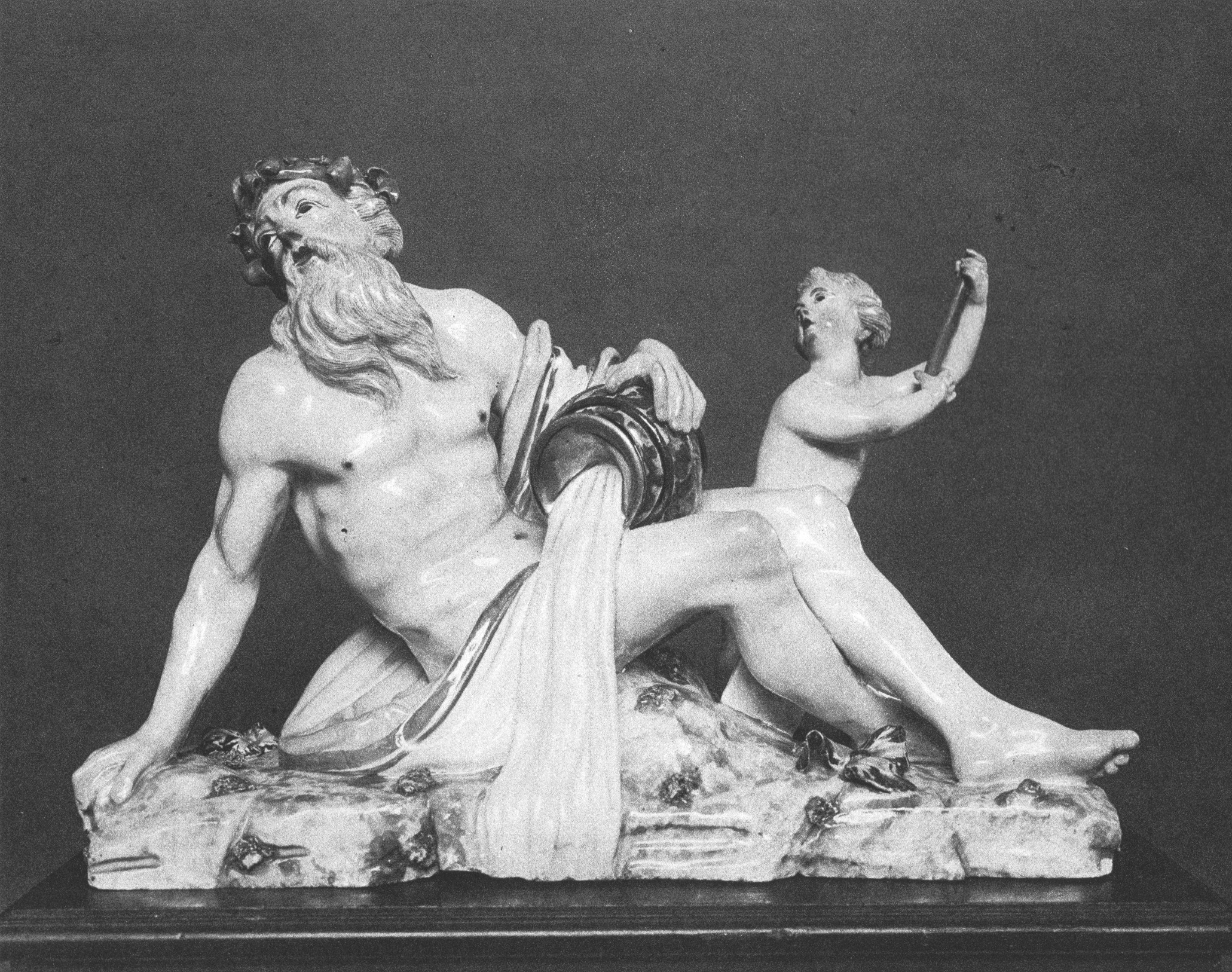
Bild 8. Flussgott von Domenico Ferretti

In der Ludwigsburger Manufaktur gibt es noch Porzellanfiguren-Paare, die Dannecker zur Anregung hätten dienen können. Die Liegenden Bachanten von Johann Christian Wilhelm Beyer (Bild 6) zeigen eine ähnliche Konstellation zweier lagernder Figuren wie die Nymphengruppe. Die Flussnymphe und der Flussgott von Domenico Ferretti (Bild 7–8) sind zwar Einzelstücke, bilden aber (wie ein Paar Buchstützen) ein Ensemble, das gewisse Parallelen zur Nymphengruppe aufweist.
Nach Christian von Holst „führen solche Parallelen nicht wirklich an das Werk heran, geschweige denn, dass sie sein Entstehen erklären könnten“ Letzten Endes muss man das schöne Geschwisterpaar als eine eigenständige Schöpfung Danneckers anerkennen, für die es keine direkten Vorbilder gibt.

## Galerie

### Modelle

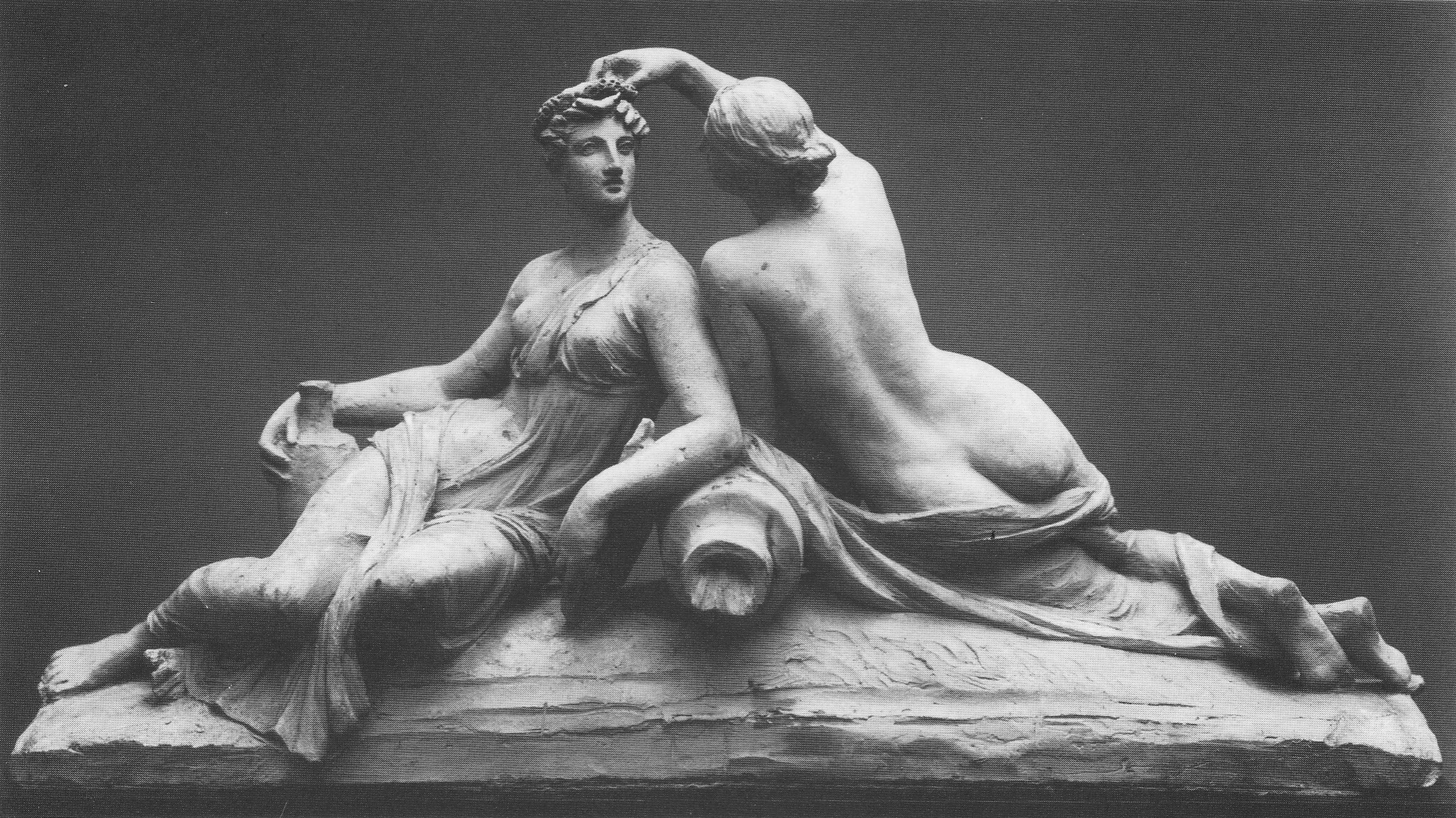
Modell M1 (Skizze Klinckerfuß), Vorderseite
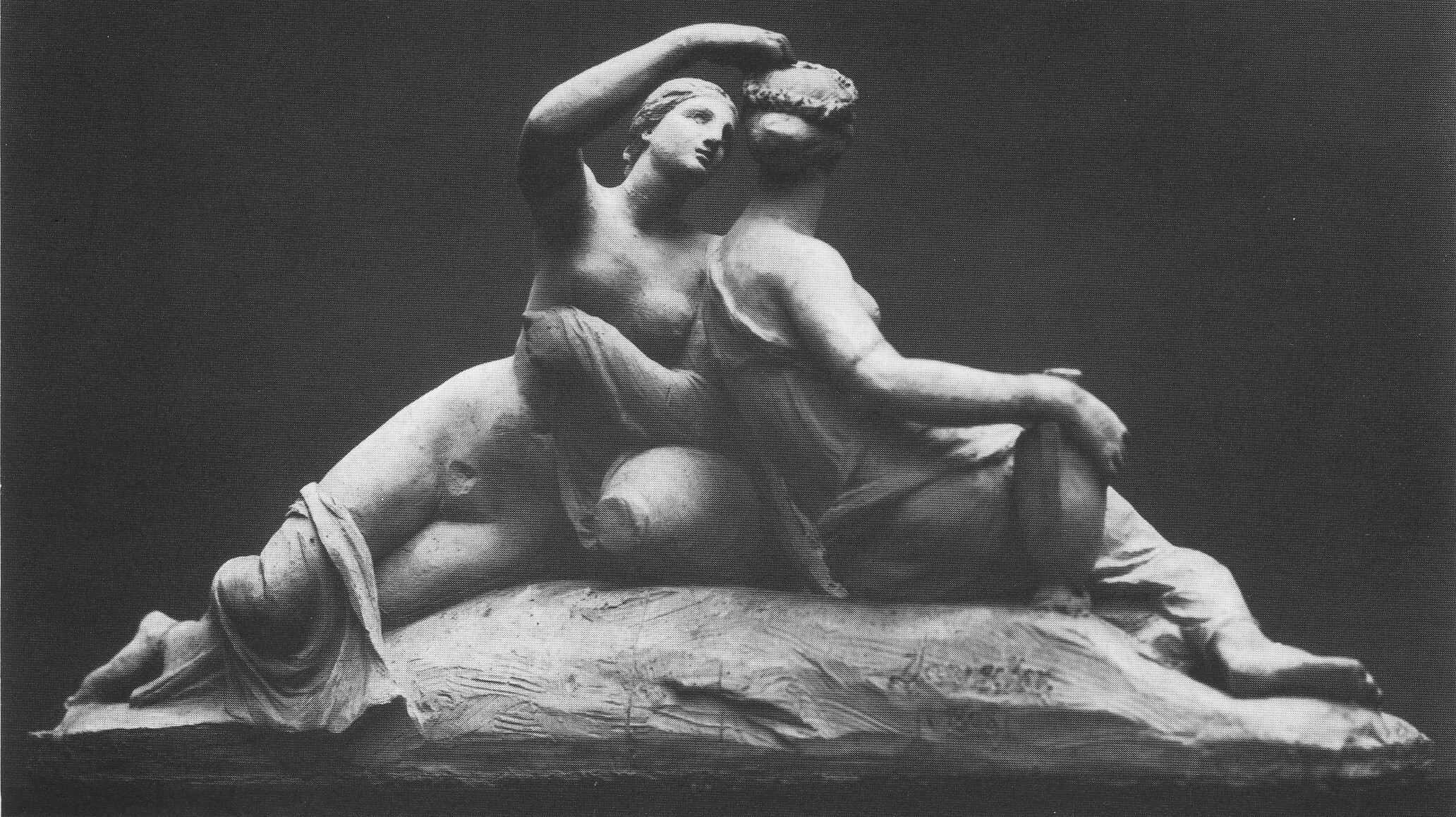
Modell M1 (Skizze Klinckerfuß), Rückseite
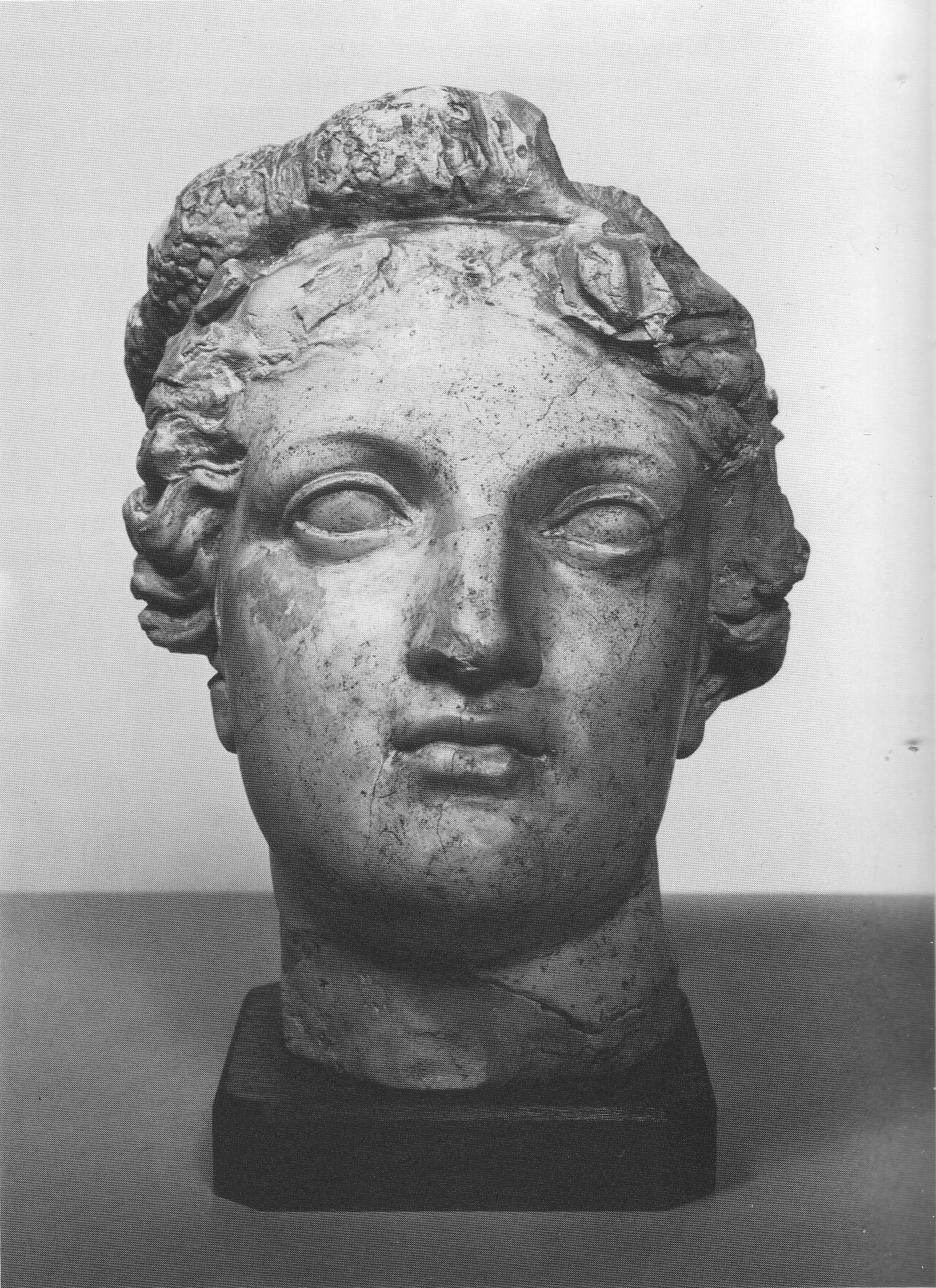
Modell M3 (Fragment Stadtarchiv)
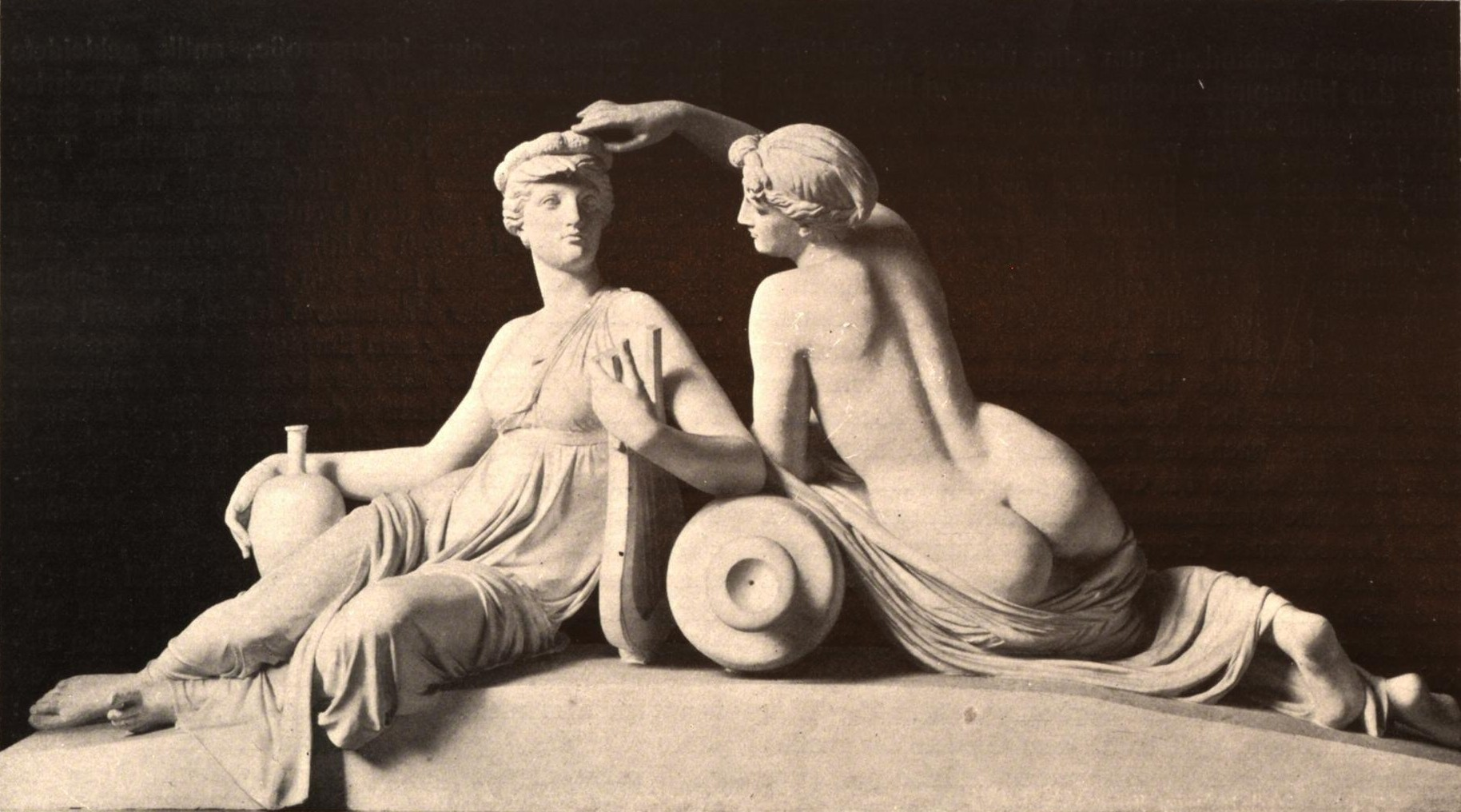
Modell M4 (Lebensgroße Gruppe Staatsgalerie), Vorderseite

### Kopien

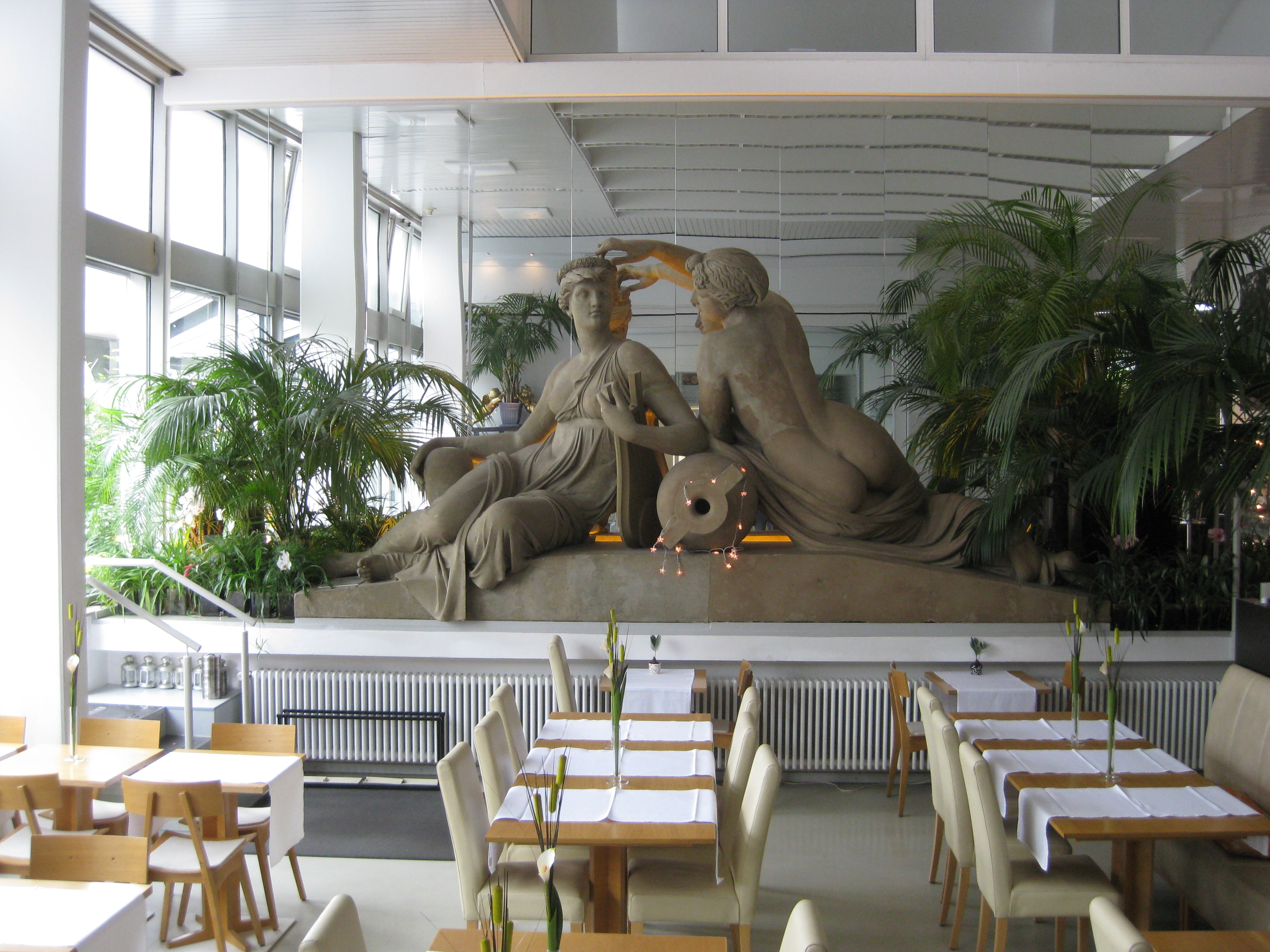
Kopie K1 (Distelbarth), Vorderseite
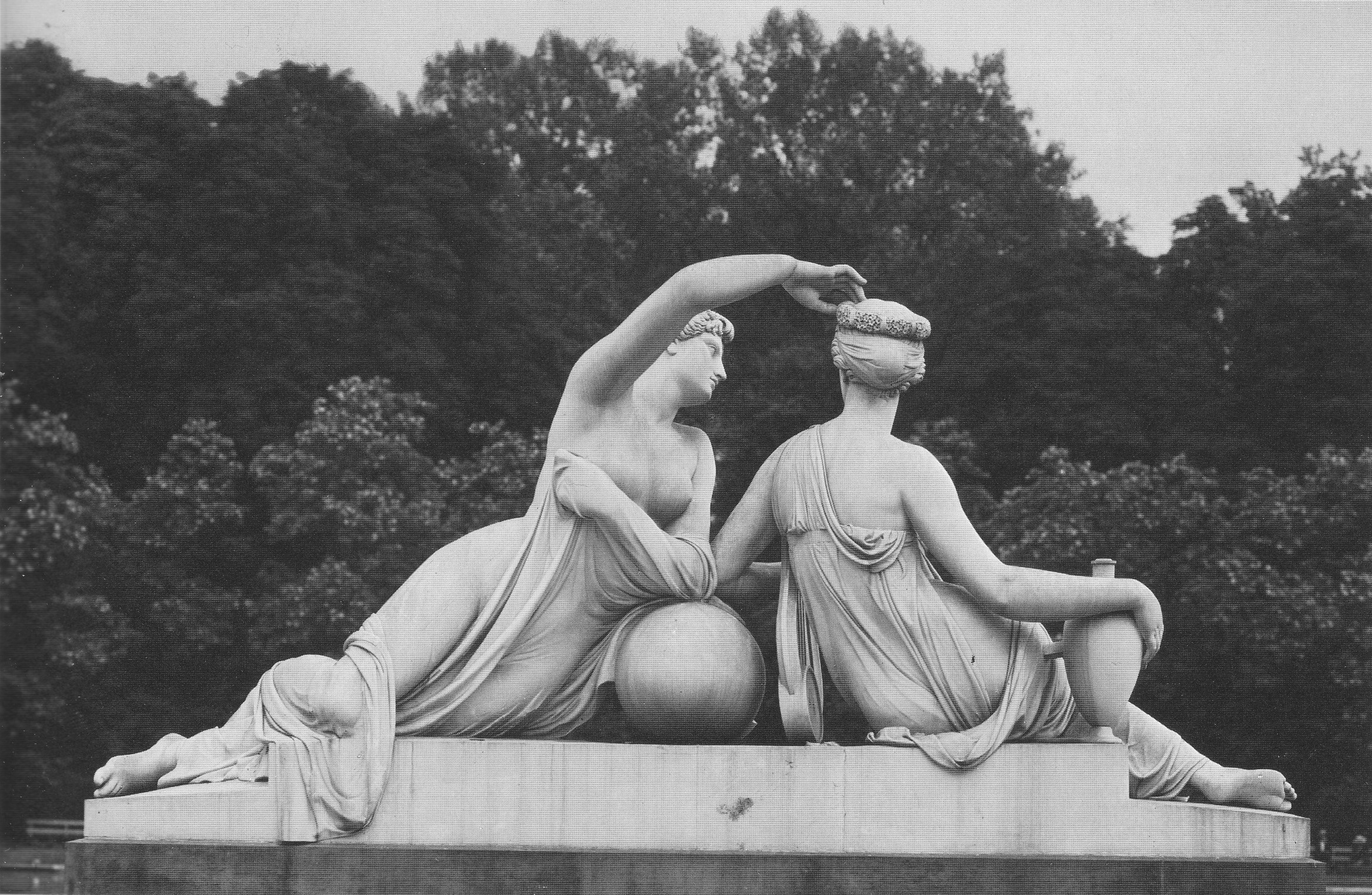
Kopie K1 (Distelbarth), Rückseite
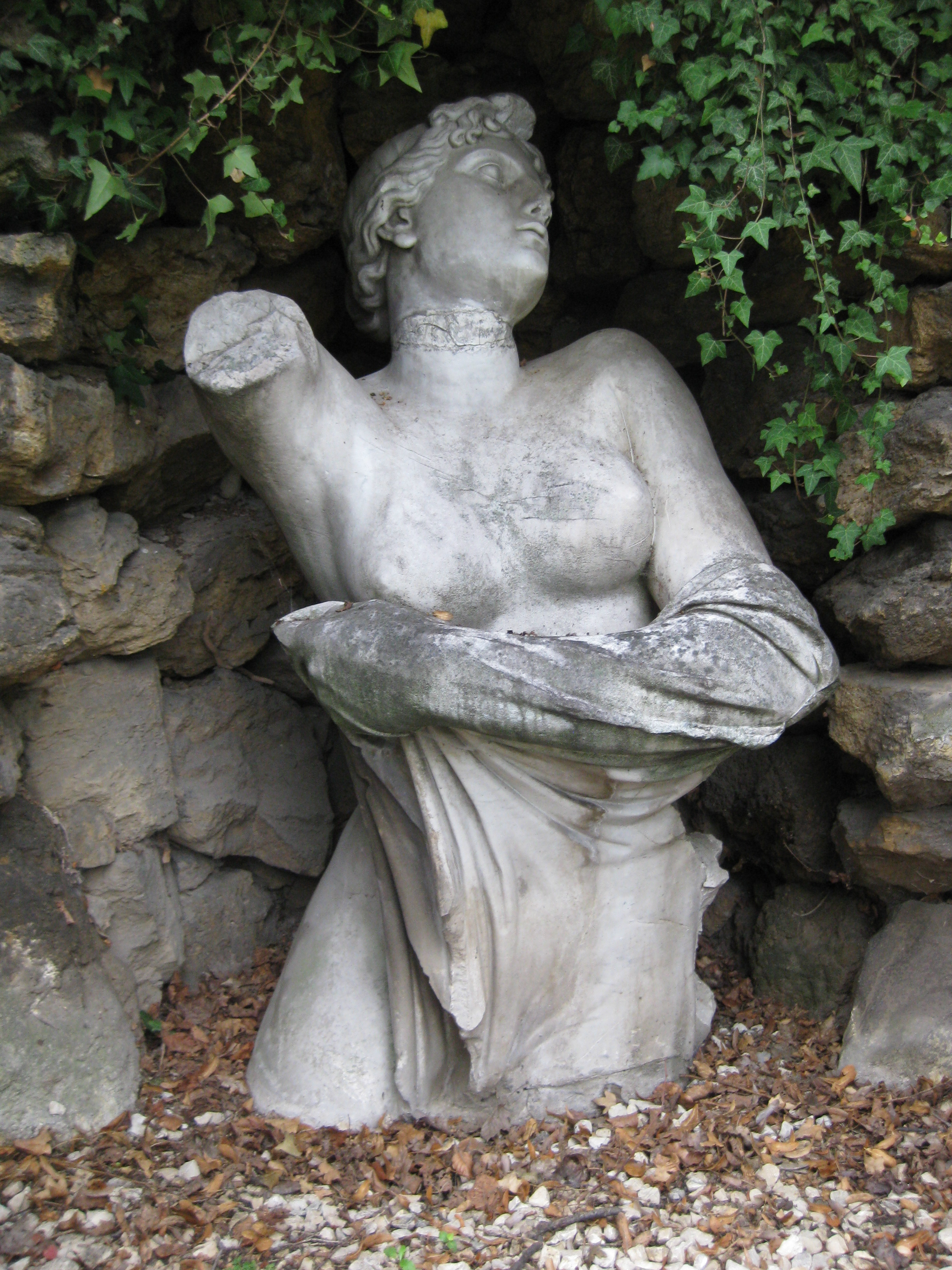
Kopie K2 (Fremd, Fanghänel), Torso der Wiesennymphe
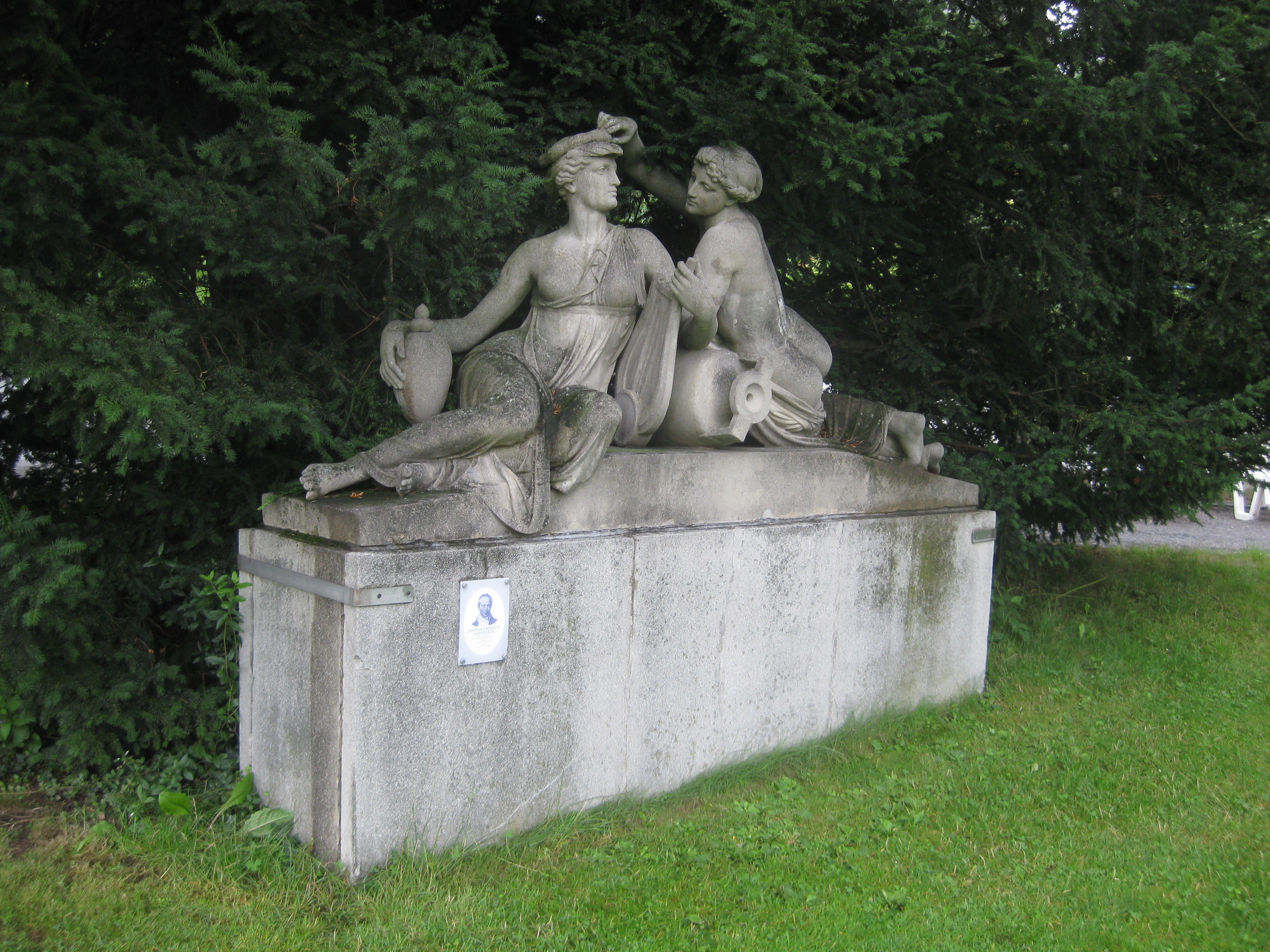
Kopie K3 (Fanghänel), Vorderseite
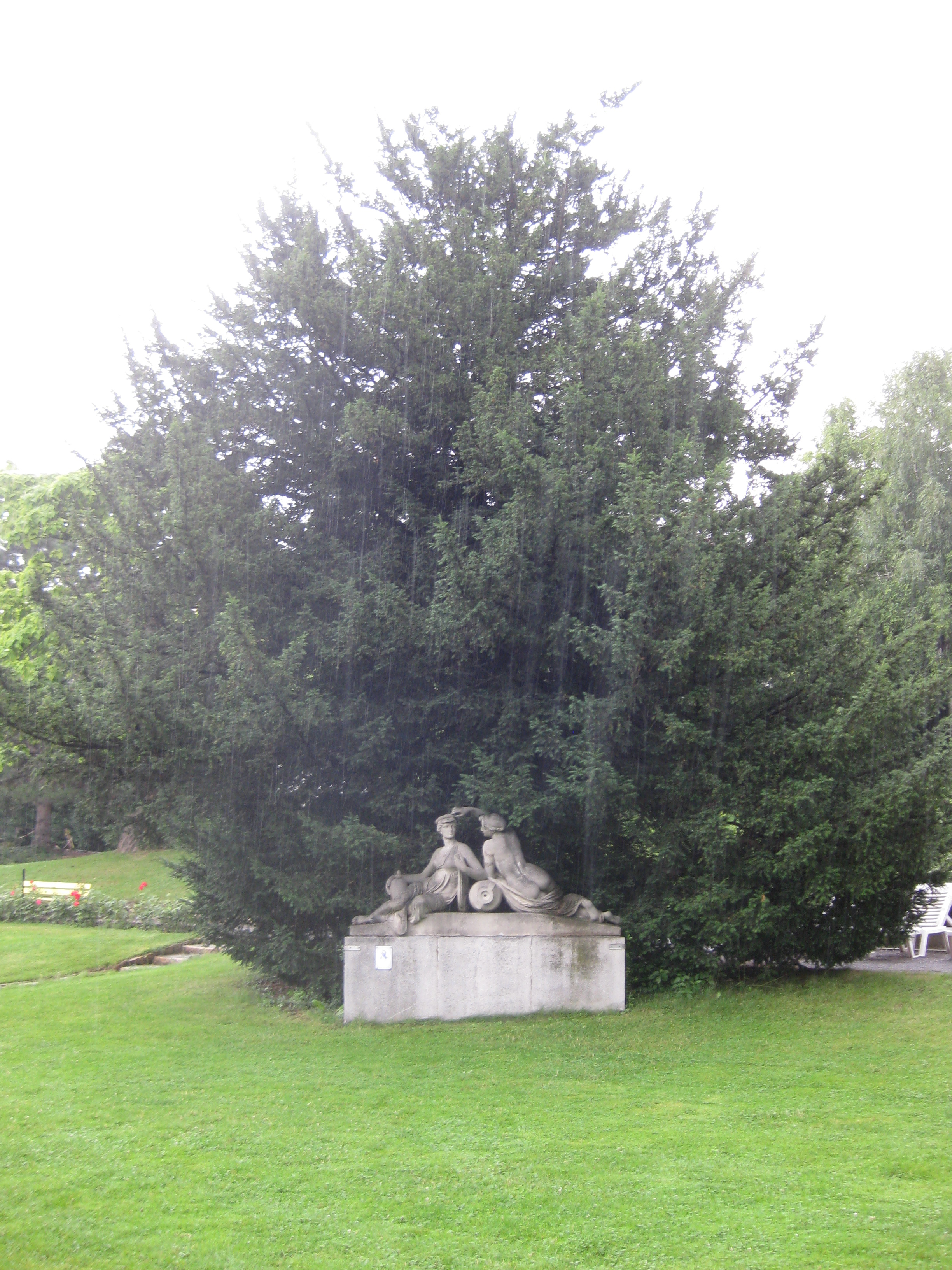
Kopie K3 (Fanghänel), Nymphengruppe unter der Eibe
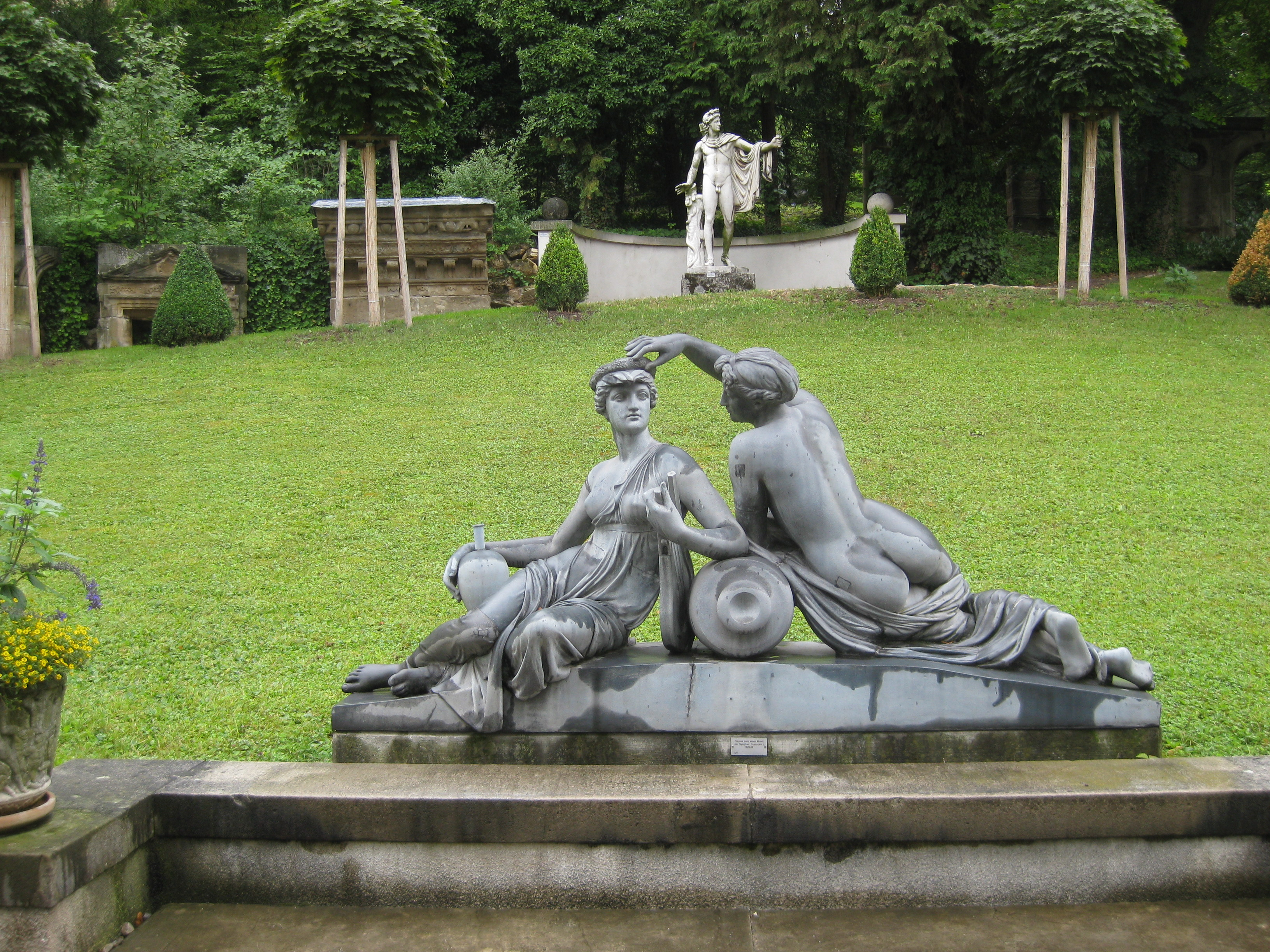
Kopie K4 (Zinkguss von NN), Vorderseite
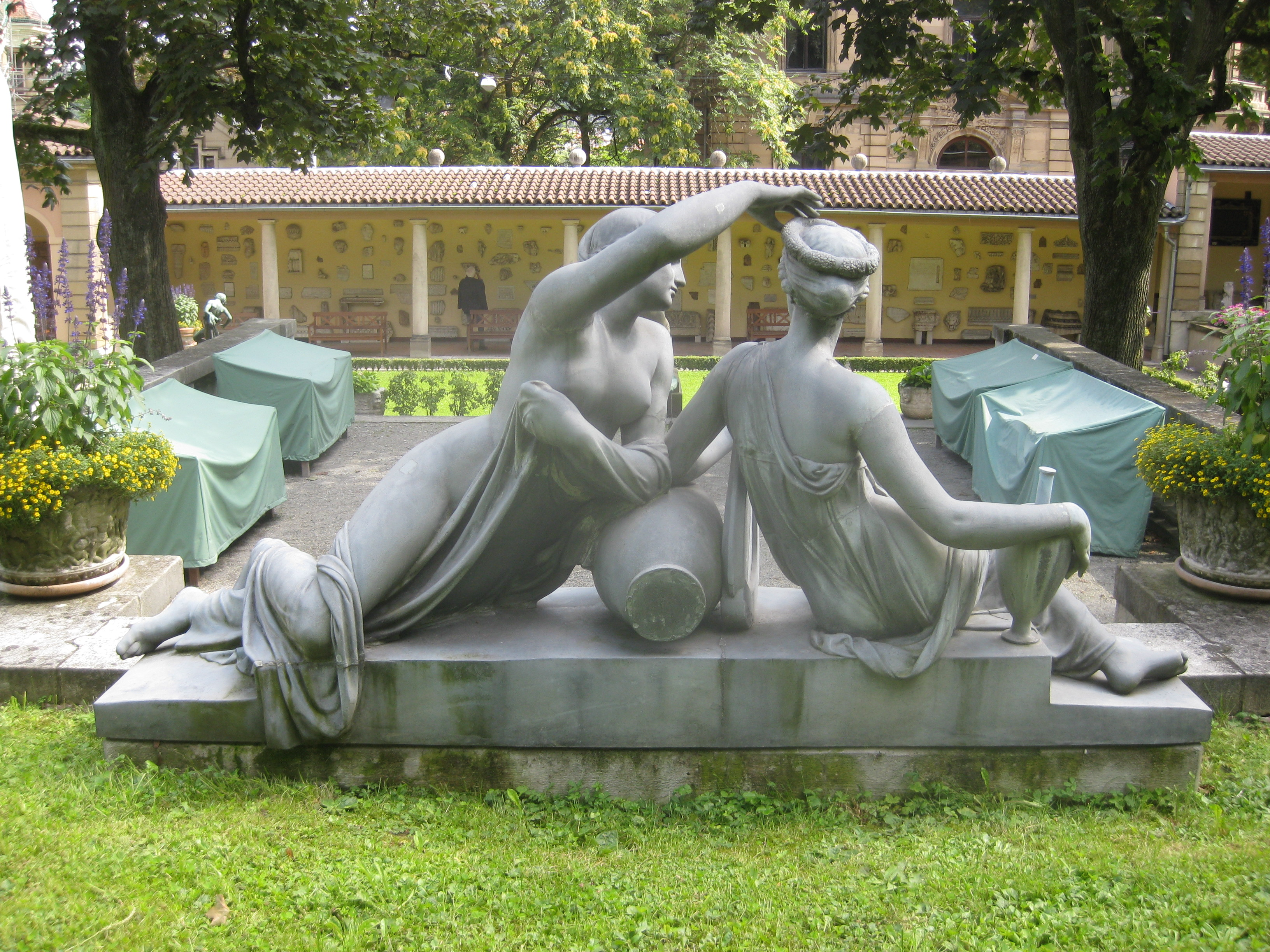
Kopie K4 (Zinkguss von NN), Rückseite
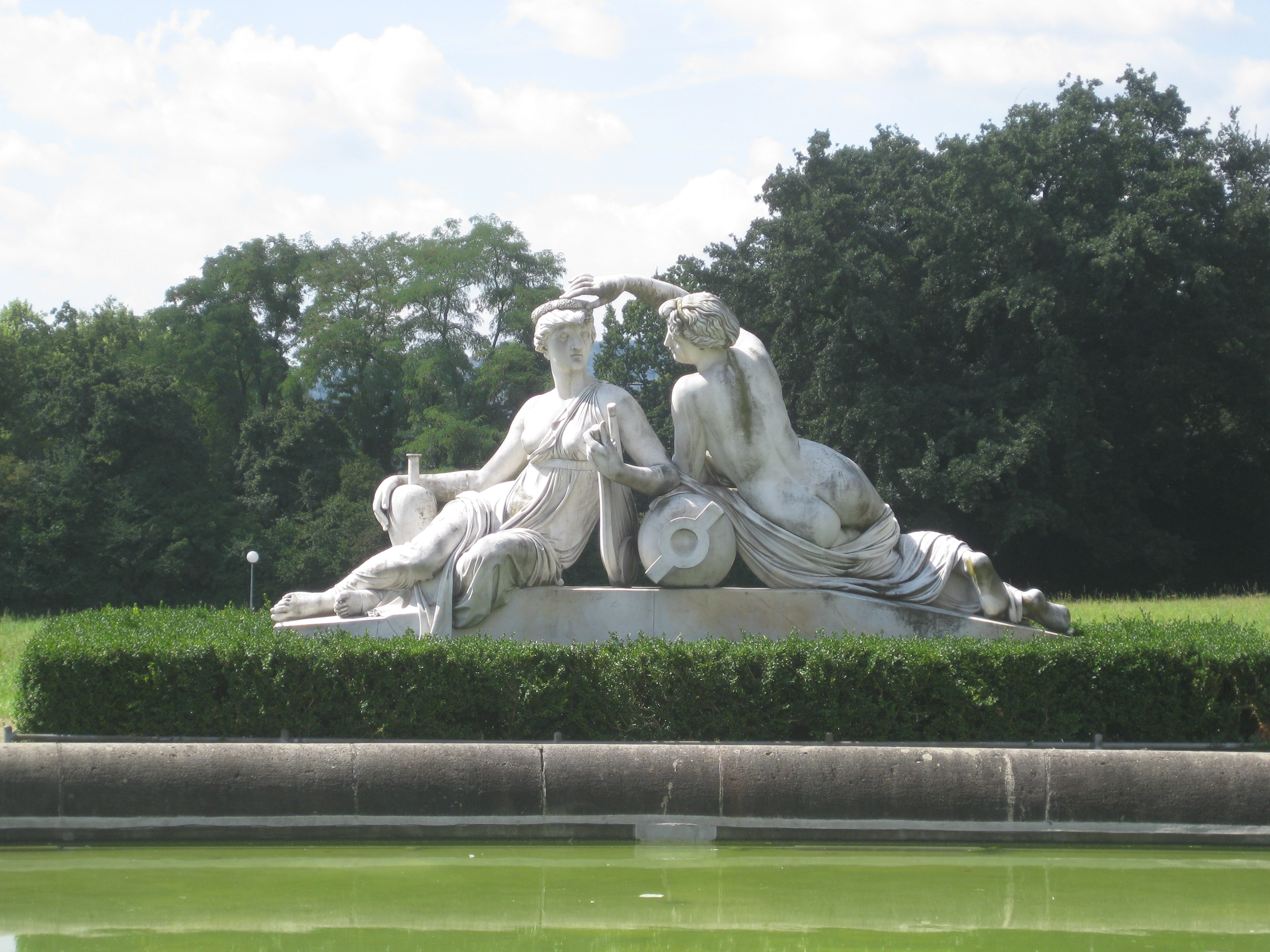
Kopie K5 (Schmauder), Vorderseite
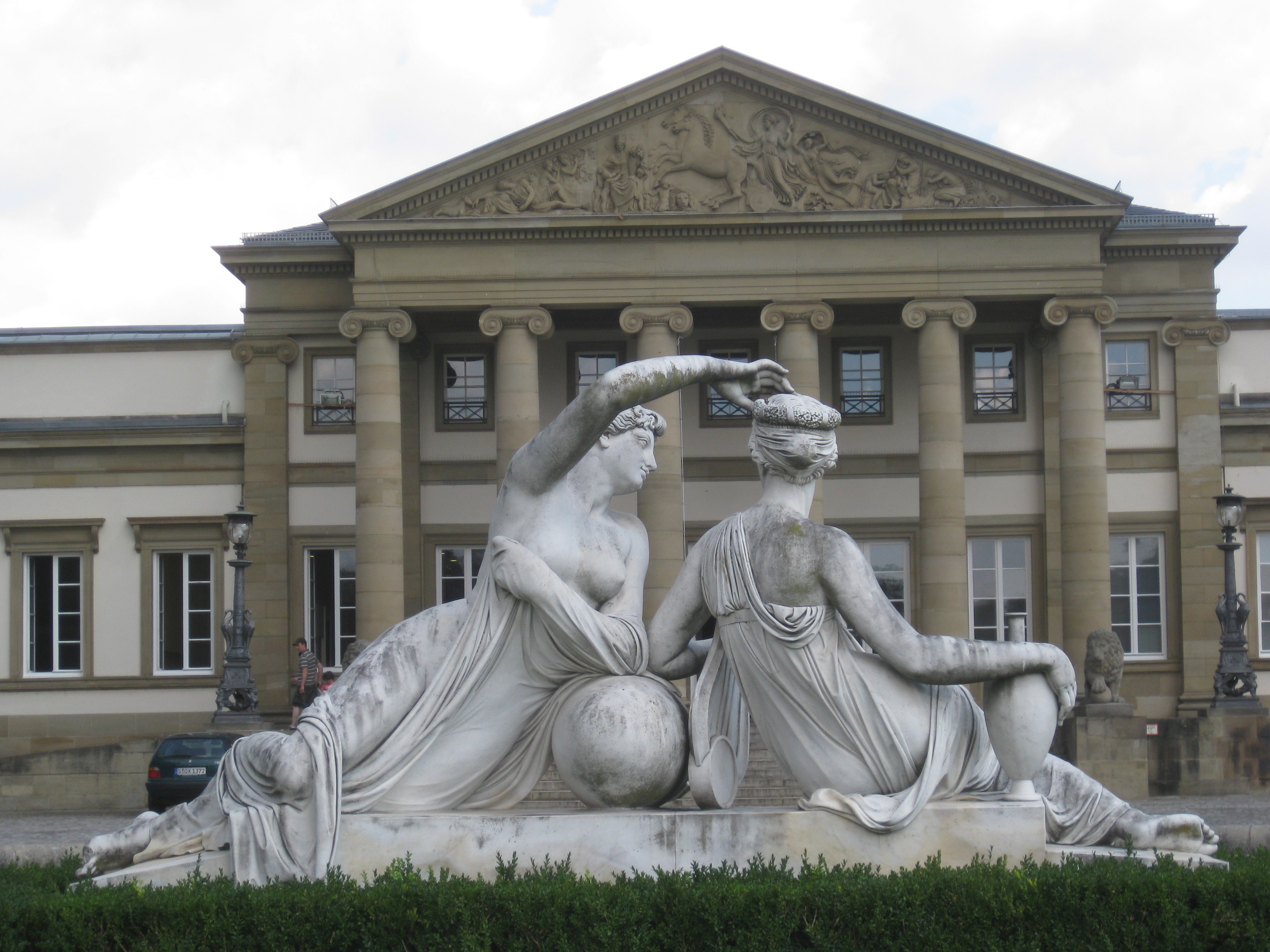
Kopie K5 (Schmauder), Rückseite
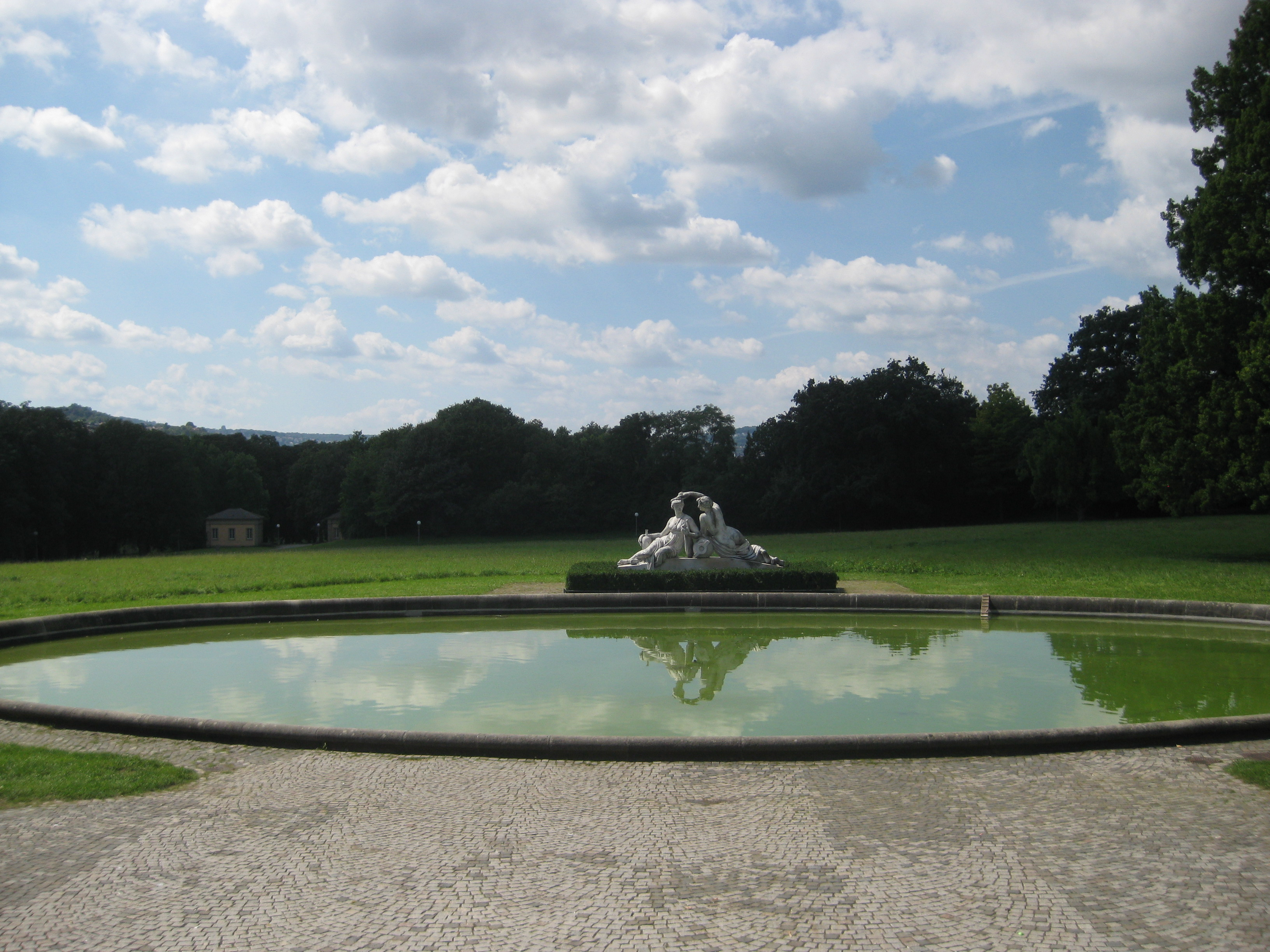
Kopie K5 (Schmauder), Bassin und Nymphengruppe
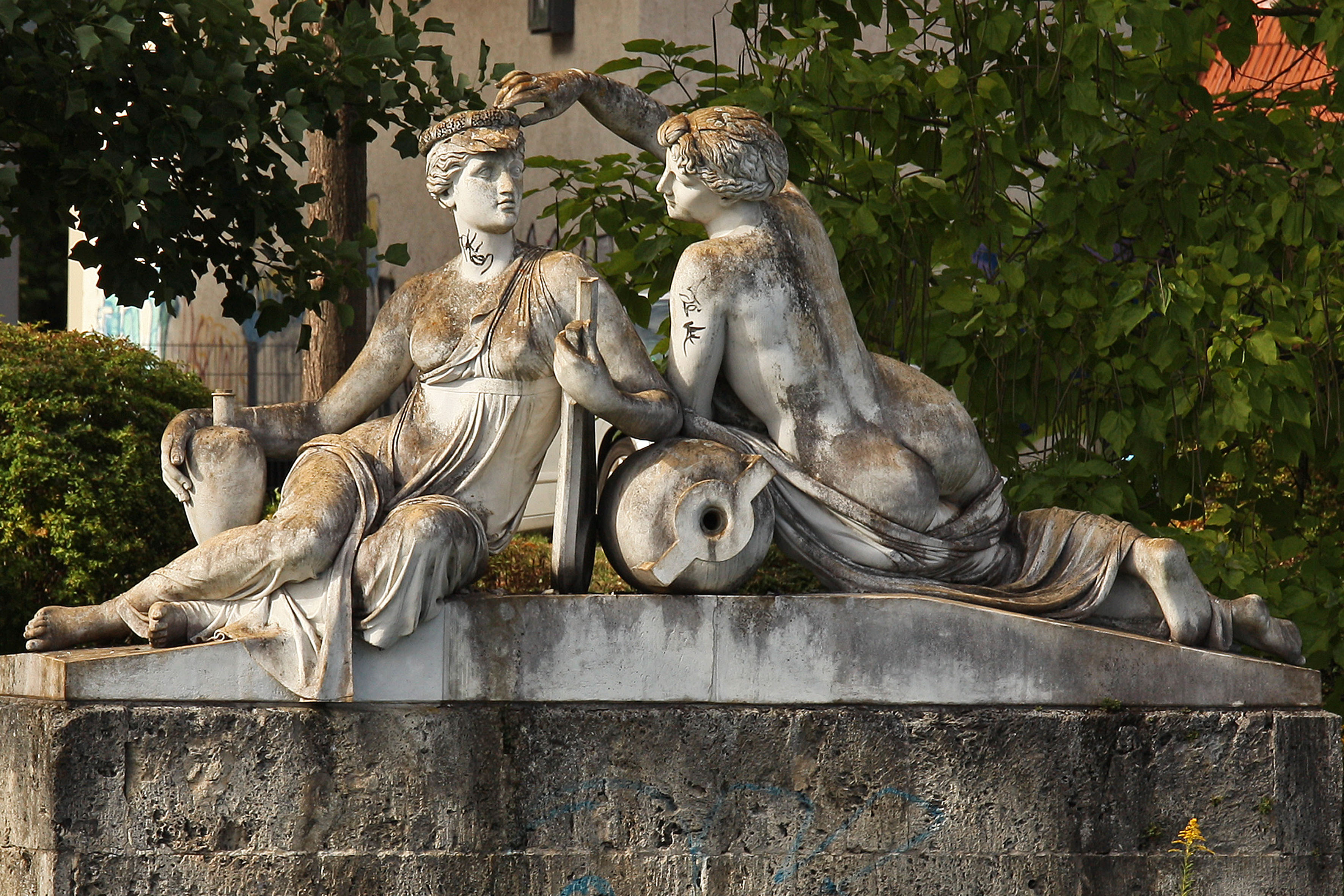
Kopie K6 (Dursy), Vorderseite
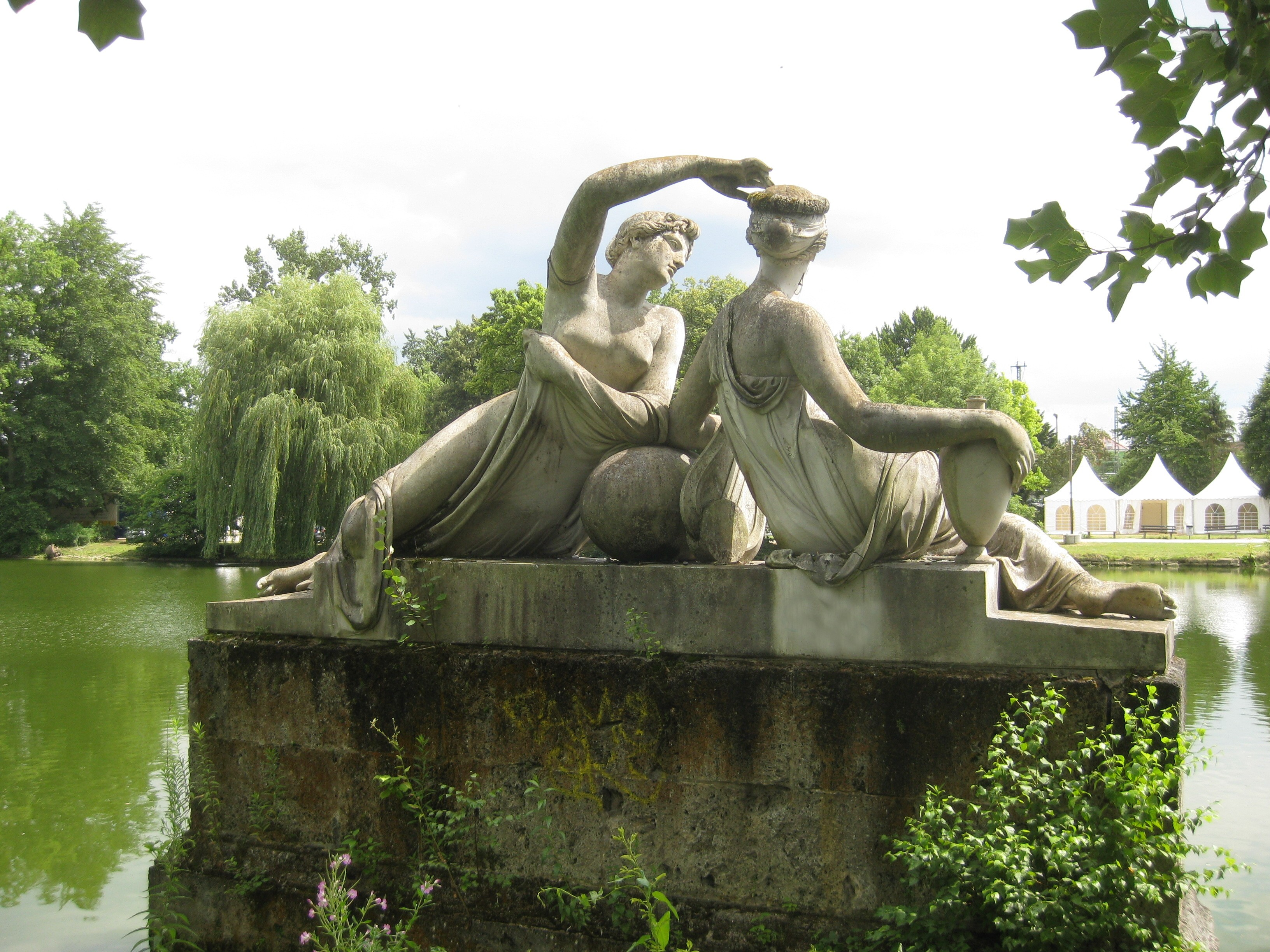
Kopie K6 (Dursy), Rückseite
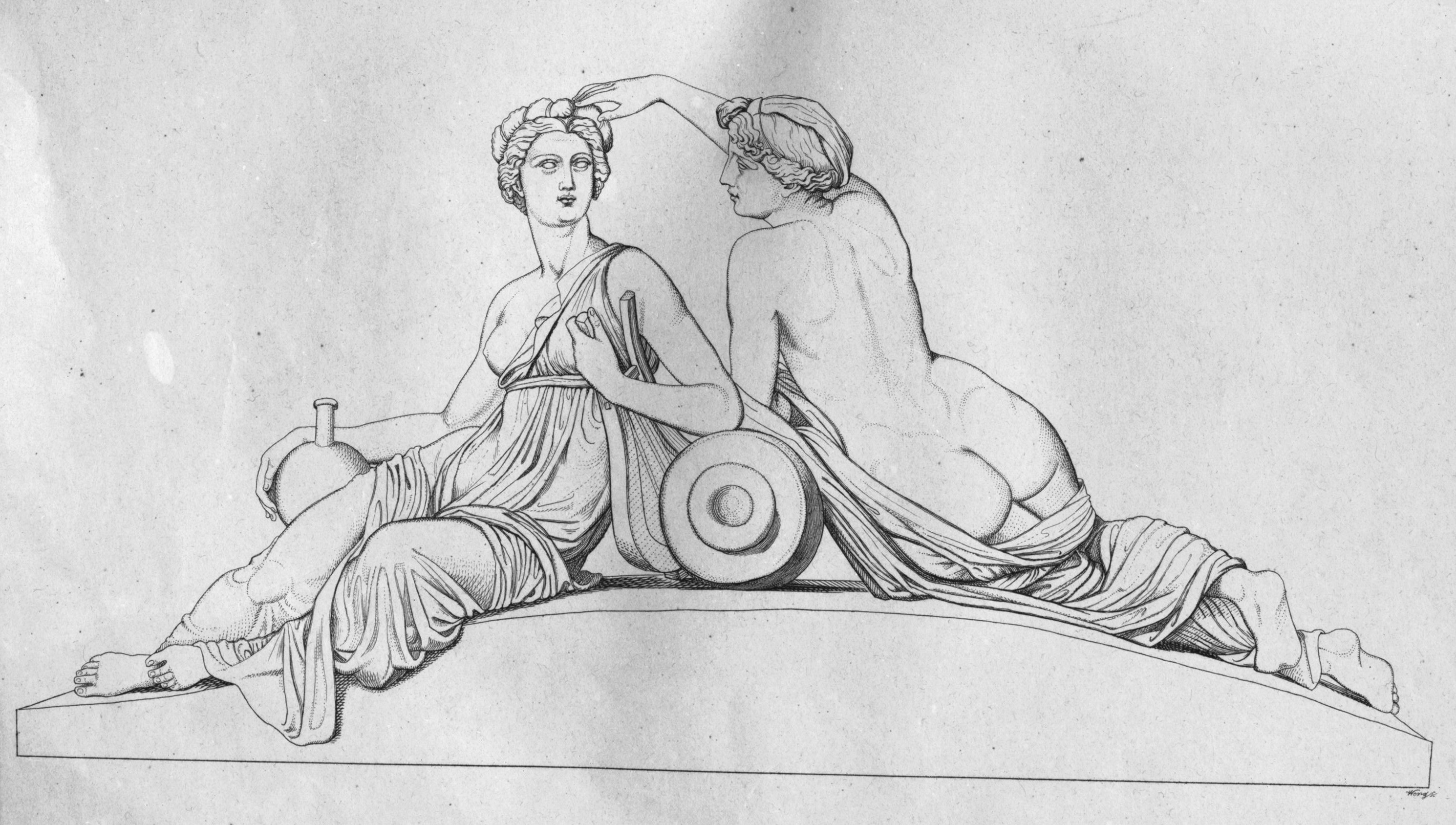
Stich von Theodor Wagner nach Modell M4 oder Kopie K1, Vorderseite

## Details
Hinweis:
- Die Abbildungen zeigen statt der Modelle M4 und M5 stellvertretend die Kopien K1 bzw. K4, weil von M5 keine Bilder und von M4 keine Detailbilder vorliegen.
- Das Modell M3 wird nicht berücksichtigt, da von diesem nur der Kopf der Wassernymphe erhalten ist. Kopien werden nur besprochen, wenn sie von dem zugrundeliegenden Modell abweichen.

### Liege

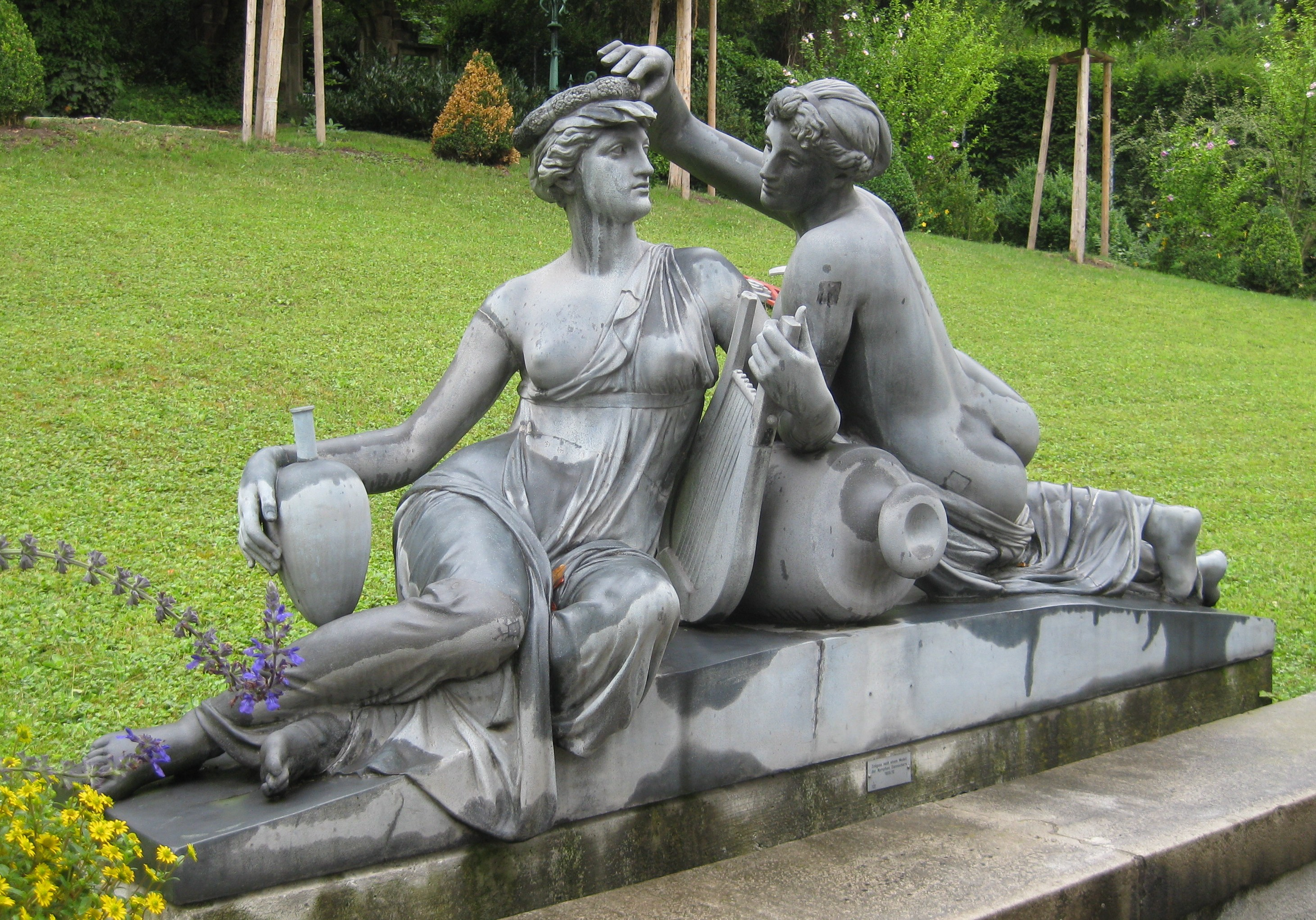
K4: Liege von vorn
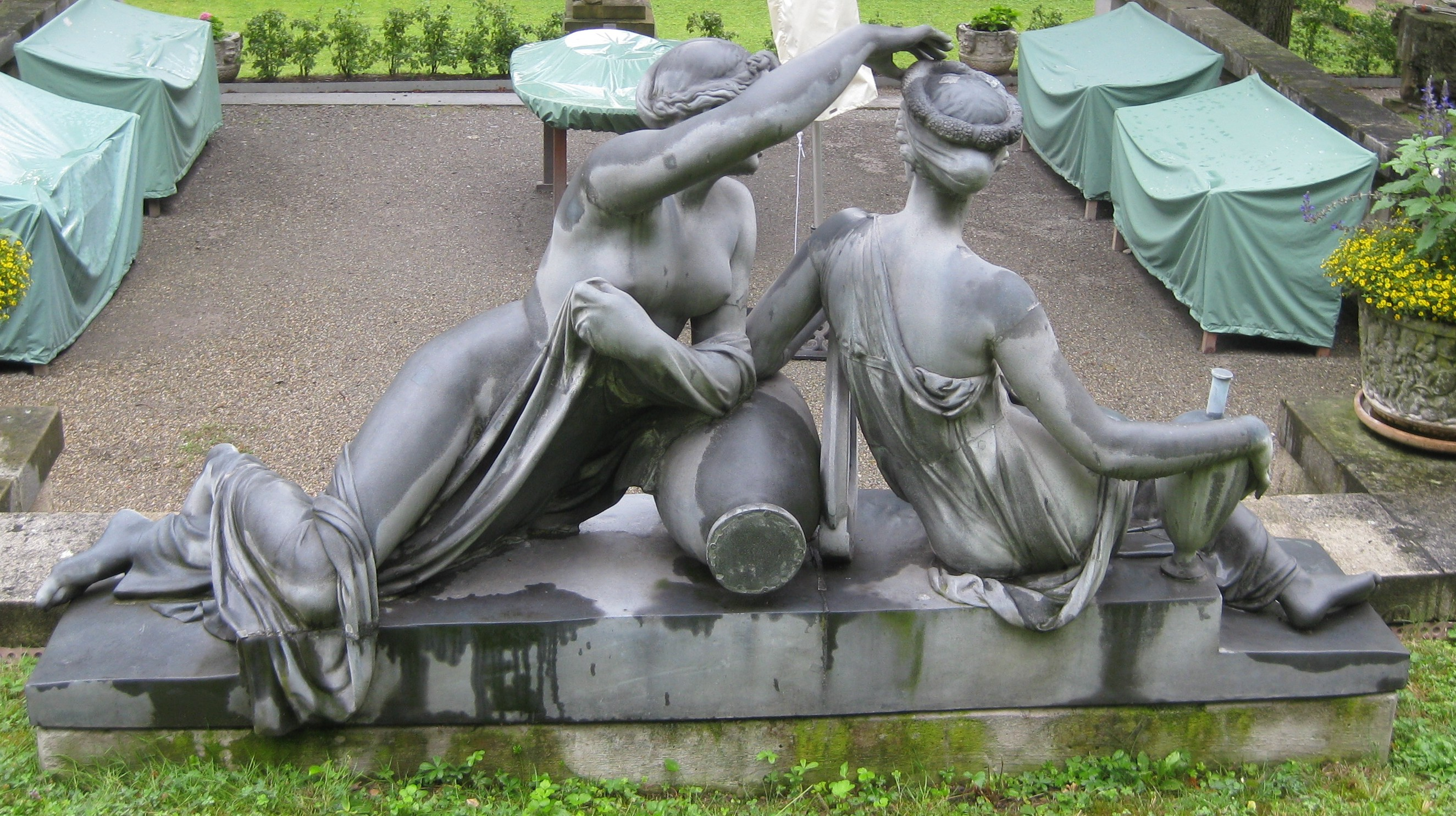
K4: Liege von hinten

Das Podest, auf dem die halb liegenden, halb sitzenden Nymphen seitlich ruhen, erfüllt die Funktion einer niedrigen, lehnenlosen Liege. Es fällt nach den Seiten hin schräg ab und ist im hinteren Teil um einen stufenartigen Absatz erhöht. Beim ersten Entwurf M1 fällt das Podest stufenlos nach den Seiten hin ab.

### Leier

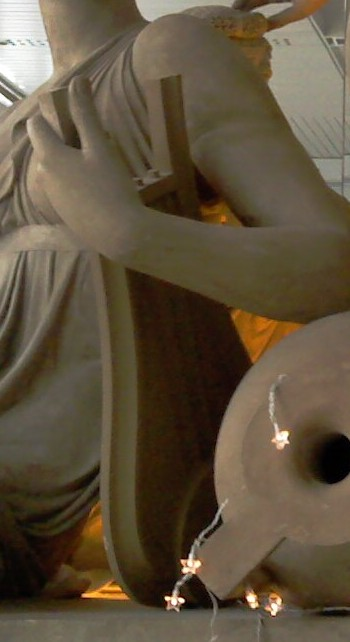
M4: Leier von vorn
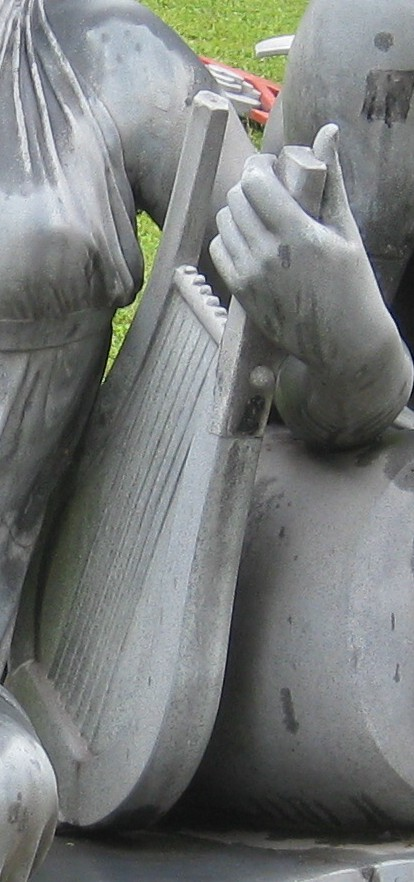
M5: Leier von vorn
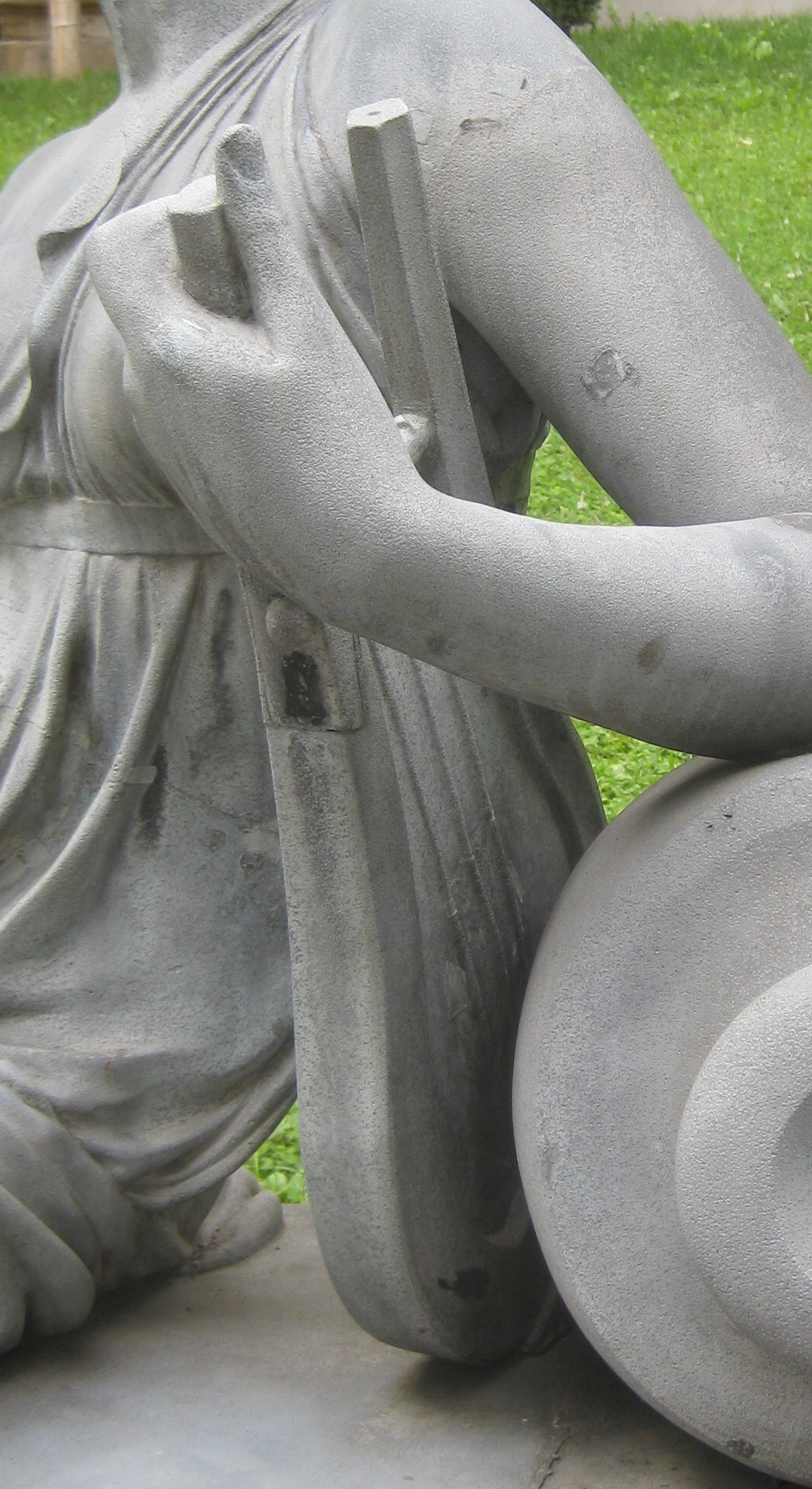
M5: Leier von hinten
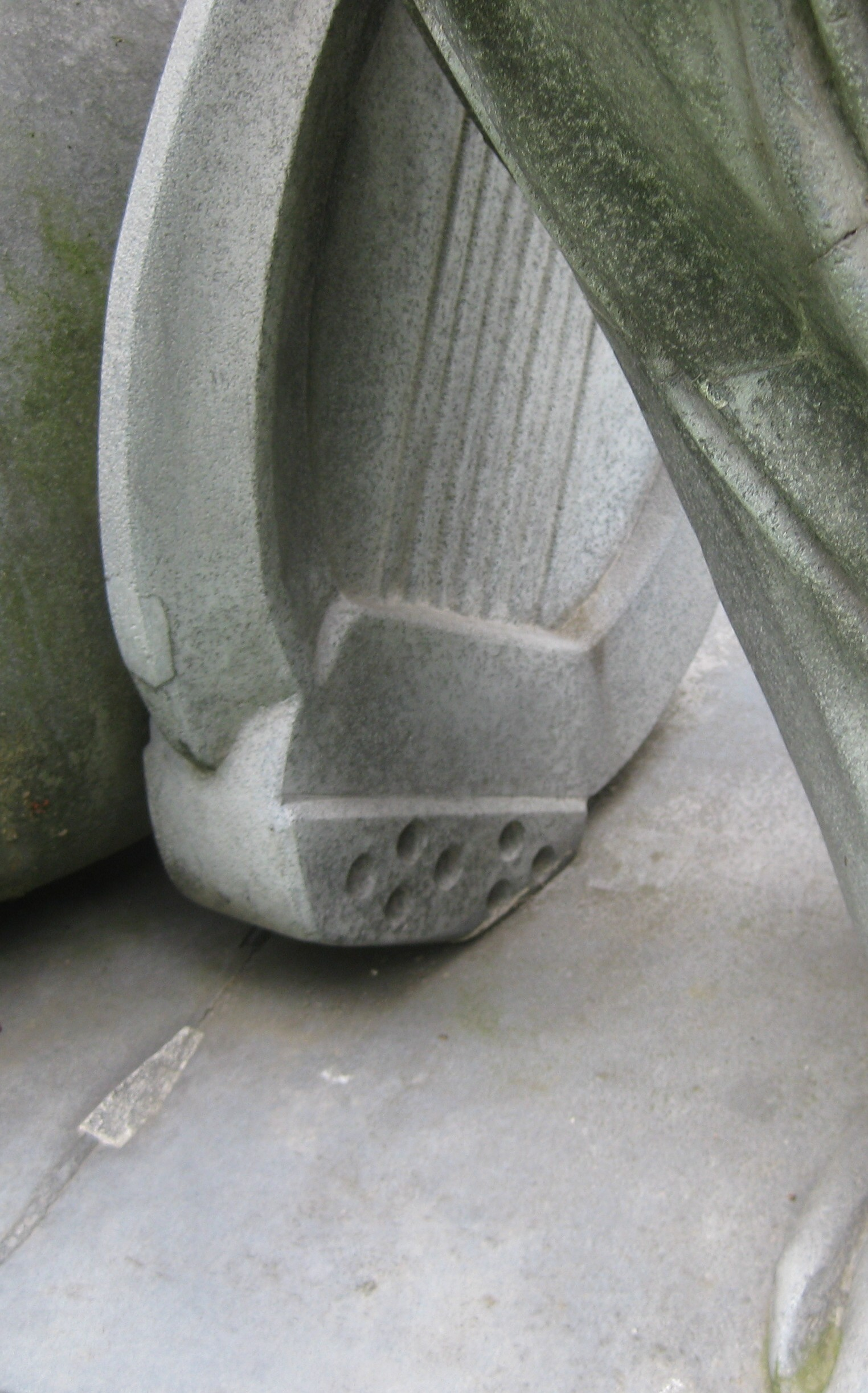
M5: Schall-Löcher
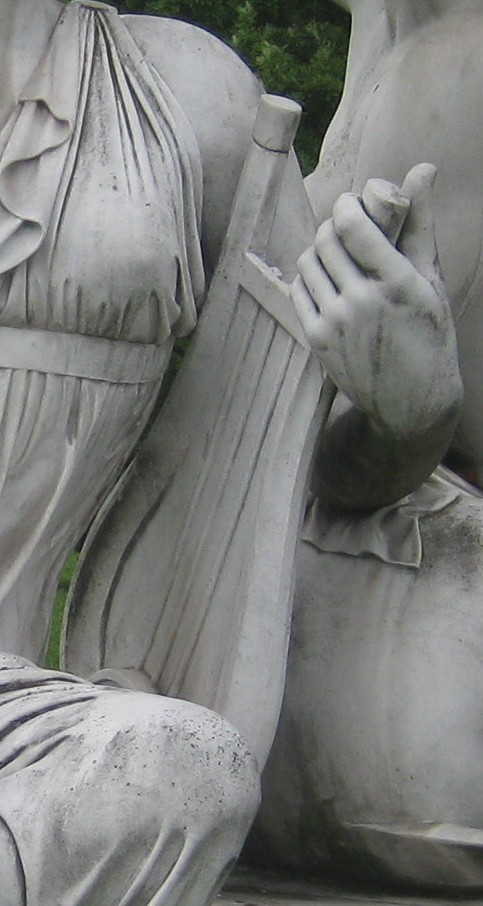
K5: Leier von vorn

Die Wassernymphe umfängt die Leier mit der linken Hand. Die Leier steht aufrecht und leicht nach vorn geneigt mitten auf dem Podest, links neben der liegenden Amphore. Die Leier besteht aus einem Schallkörper und zwei bauchig ausschwingenden Armen, die über ein Querjoch verbunden sind. Zwischen Querjoch und Schallkörper sind die Saiten ausgespannt.
Bei M1 ist die Leier halb so groß wie bei den übrigen Modellen, kaum höher als der Amphorendurchmesser. Bei M4 ist die dargestellte Leier eine Lyra mit einem flachen, kreisrunden Schallkörper. Die Arme laufen über dem Bauch parallel aus. Beide Arme haben ein flaches, achteckiges Profil. Die Leier ist mit drei Saiten bespannt. Bei M2 und M5 ist die dargestellte Leier eine Kithara mit einem rechteckigen Schallkörper, der beidseitig mit je sieben Schall-Löchern versehen ist. Die Arme schwingen über dem Bauch S-förmig ein- und wieder aus. Der linke Arm hat ein flaches, achteckiges Profil, der rechte einen quadratischen Querschnitt. Die Leier ist vorn mit sieben und (merkwürdigerweise) hinten mit drei Saiten bespannt. Bei K1 enden die Arme in einem kurzen, zylindrischen Endstück.

### Amphore

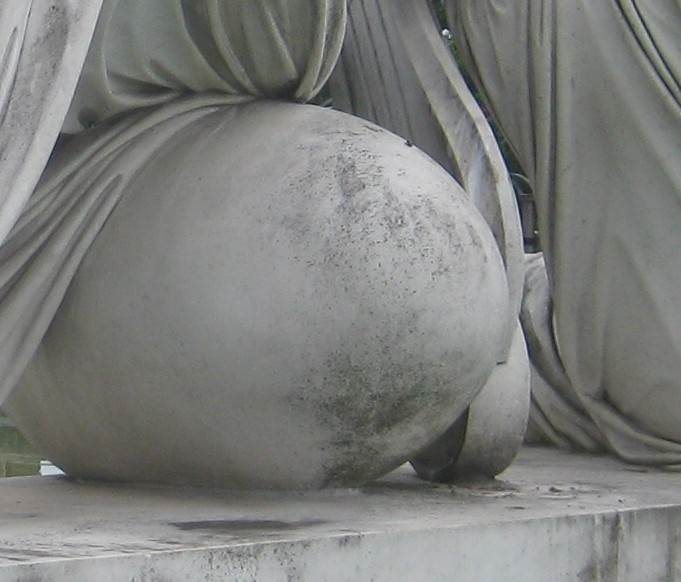
M4: Amphore von hinten
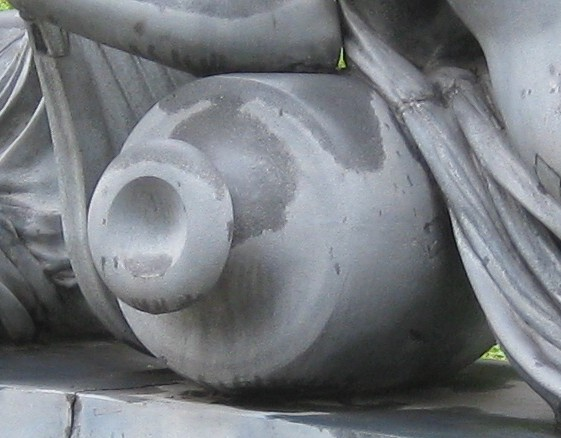
M5: Amphore von vorn
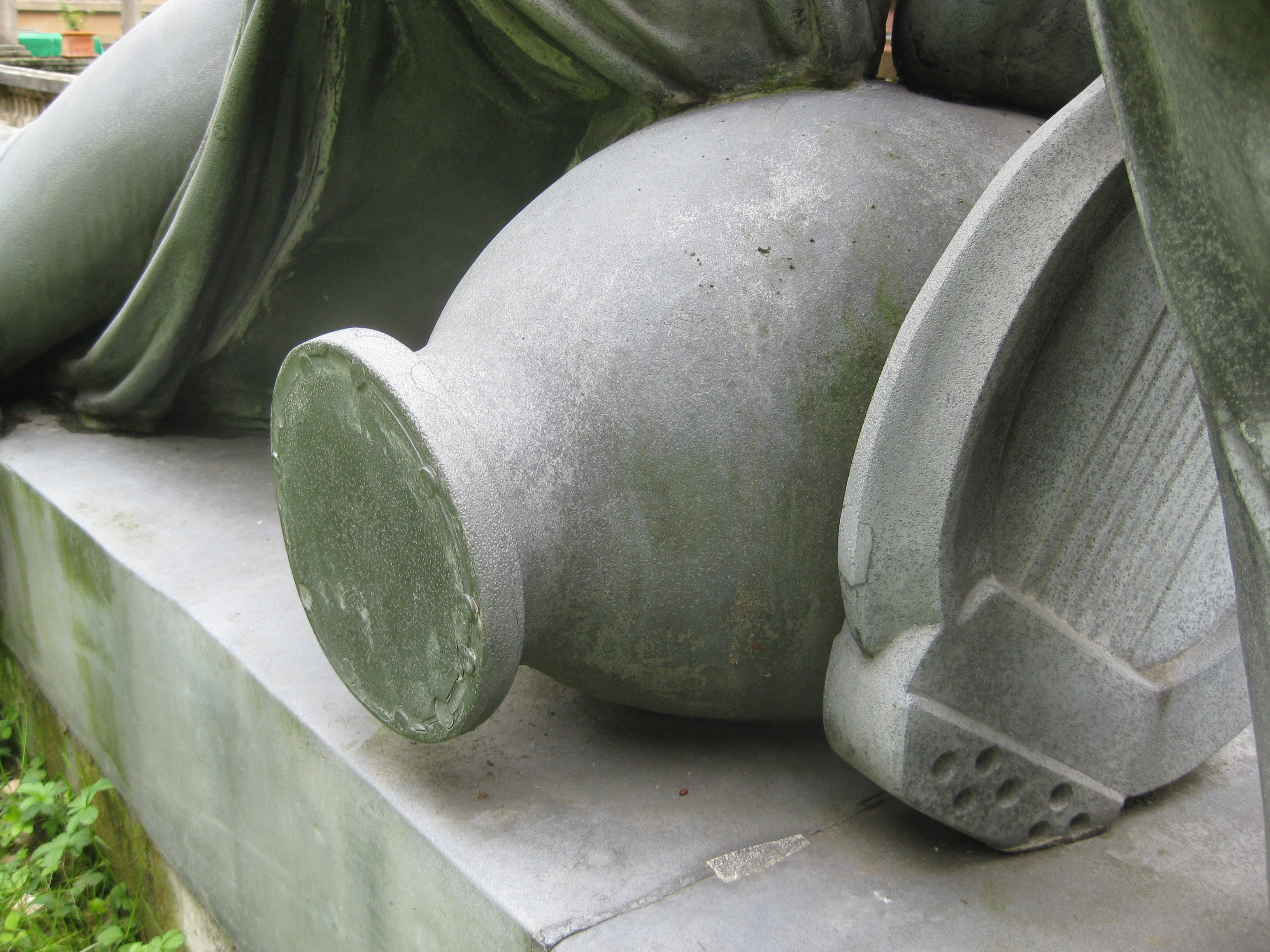
M5: Amphore von hinten
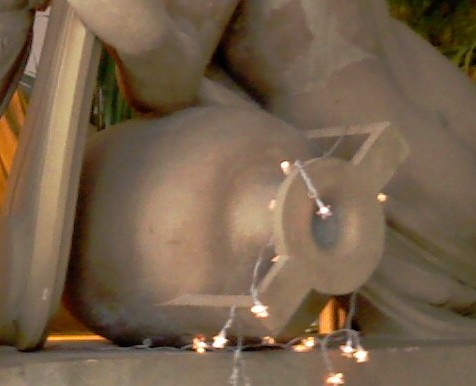
K1: Amphore von vorn

Die Amphore liegt zwischen beiden Nymphen mitten auf dem Podest, wobei die Mündung des Gefäßes nach vorne zeigt. Beide Nymphen stützen sich mit je einem angewinkelten Arm auf den Bauch der Amphore.
Die Vase ist von der Form her eine Amphore, besitzt aber nur in der „Originalkopie“ K1 von Distelbarth zwei Henkel. Da die Vase auf dem Podest liegt, ist sie eine Quellamphore, die von der Wassernymphe (hier einer Quellnymphe) dazu benutzt wird, um das Quellwasser auszugießen. Die Vase hat je nach Modell oder Kopie einen niedrigen Fuß oder einen kugelförmigen Boden, einen eiförmigen Bauch, eine waagerecht zurückspringende oder runde Schulter und einen engen oder weiten Hals, mit oder ohne abschließenden Mündungsteller.
Bei M1 hat die Vase einen niedrigen zylindrischen Fuß. Die waagerechte Schulter schwingt sich zu dem weiten zylindrischen Hals ein, der nicht durch einen Mündungsteller abgeschlossen wird. Bei M4 hat die Vase keinen Fuß, sondern einen kugelförmigen Boden. Die runde Schulter schwingt sich zu dem zylindrischen Hals ein, der von einem wulstigen, breiteren Mündungsteller abgeschlossen wird. Die Gefäßöffnung ist durch eine eingelassene Scheibe verschlossen, aus einem kleinen Loch in der Mitte der Scheibe kann jedoch ein dünner Wasserstrahl fließen, wie dies auch bei K1 ursprünglich der Fall gewesen sein soll. Bei M2 und M5 hat die Vase einen niedrigen Fuß mit einer breiteren Bodenscheibe und einem schmäleren, zylindrischen Zwischenstück. Die waagerechte Schulter schwingt sich zu dem zylindrischen Hals ein, der von einem wulstigen, breiteren Mündungsteller abgeschlossen wird. Die Gefäßöffnung ist konkav verschlossen. Bei K1 wird der Hals von einem scheibenförmigen, breiteren Mündungsteller abgeschlossen. Die Gefäßöffnung ist unverschlossen. Die Henkel sind als flache Bänder gearbeitet und verlaufen senkrecht von der Schulter bis zur Höhe der Mündung, wo sie rechtwinklig abknicken und dann in den breiten, scheibenförmigen Mündungsteller übergehen. Die liegende Amphore ist so gedreht, dass der Mündungsteller mit den einmündenden Henkelstücken eine Diagonale bildet, die mit ihrem oberen Ende auf die Wiesennymphe zeigt.

### Kanne

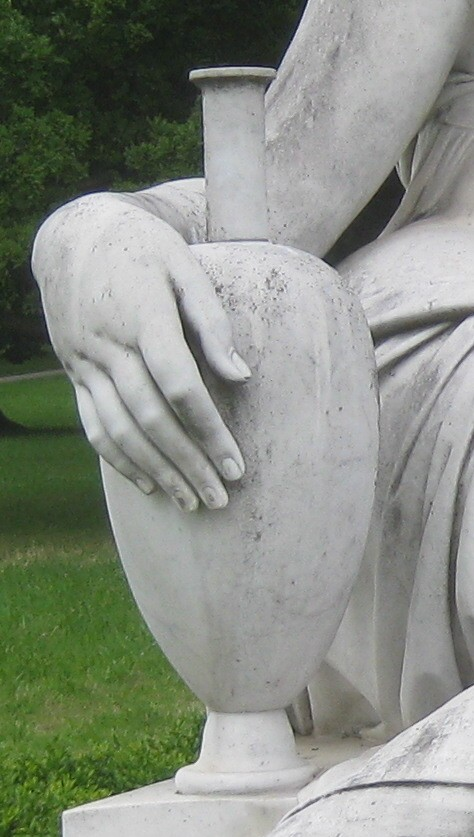
M4: Kanne von links
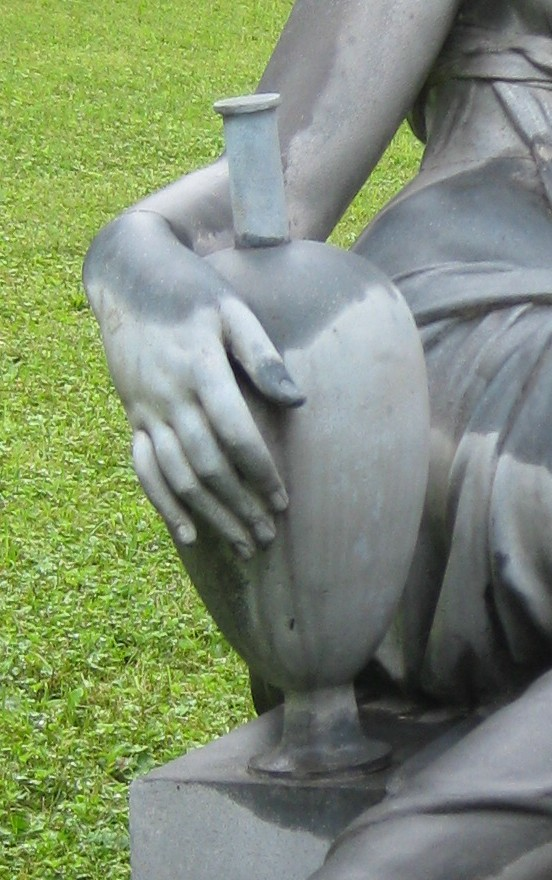
M5: Kanne von links
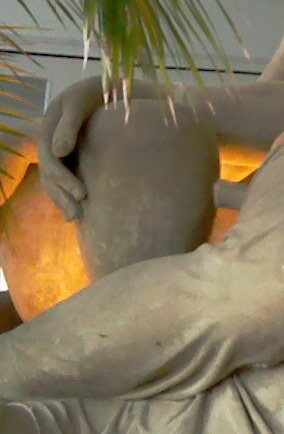
K1: Kanne von vorn

Die Wassernymphe umfängt mit dem rechten Arm die Kanne, die auf dem oberen Absatz des Podests in der hinteren linken Ecke steht. Beim ersten Entwurf M1 noch als Kanne (mit Henkel, aber ohne Ausguss) konzipiert, hat das Gefäß bei allen anderen Modellen bzw. Kopien den Henkel verloren, so dass es zu einer einfachen Vase geworden ist. Da die Vase aber einer Wassernymphe angehört, muss sie den Zweck einer Kanne erfüllen. Die Vase hat je nach Modell oder Kopie einen kurzen Fuß mit oder ohne Stiel, einen schlanken, verkehrt-eiförmigen Bauch, einen röhren- oder kelchförmigen Hals mit einem gleich breiten oder breiteren Mündungsteller. Die Vase ist bei K1 durch einen Stützsteg mit einem Oberschenkel der Wassernymphe verbunden.
Bei M1 hat der einfache Fuß keine zusätzliche Bodenplatte. Der breite, röhrenförmige Hals endet in einem nur wenig überstehenden Mündungsteller. Der vertikale Henkel (Ohrhenkel) reicht vom unteren Bauchdrittel bis zur Schulter. Bei M2 besteht der Fuß aus einer Bodenplatte und einem breiten Stiel, der direkt in den Bauch übergeht. Der Hals schwingt trichterförmig zum Mündungsteller aus, der mit dem Hals abschließt. Bei M4 und M5 besteht der Fuß aus einer Bodenplatte und einem sich verjüngenden Stiel, der sich deutlich vom Bauch absetzt. Der schmale, röhrenförmige Hals endet in einem nur wenig überstehenden Mündungsteller. Bei K1 fehlt der Vasenhals (im August 2010; wahrscheinlich abgebrochen).

### Gesichter

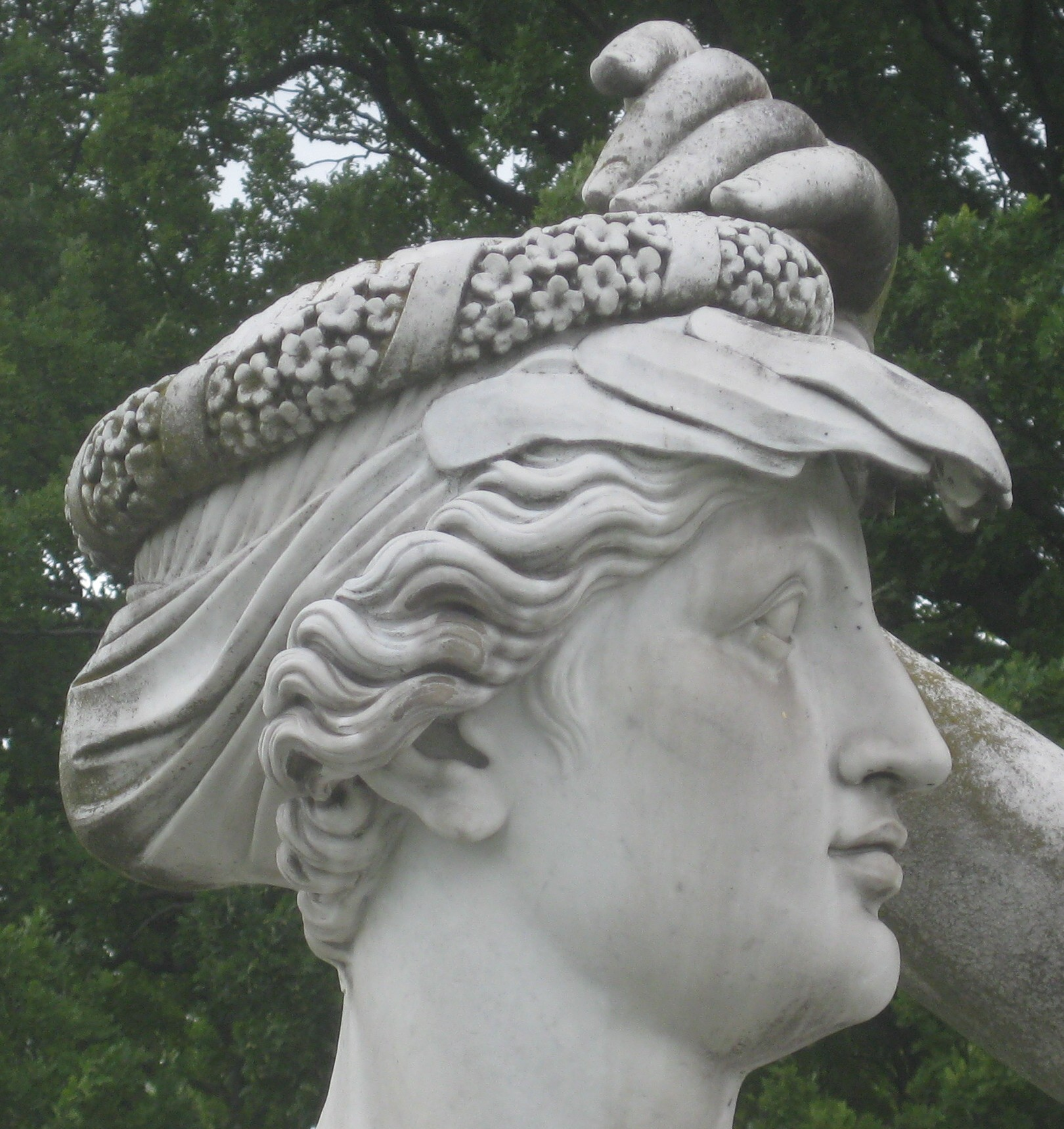
K5: Wassernymphe von rechts
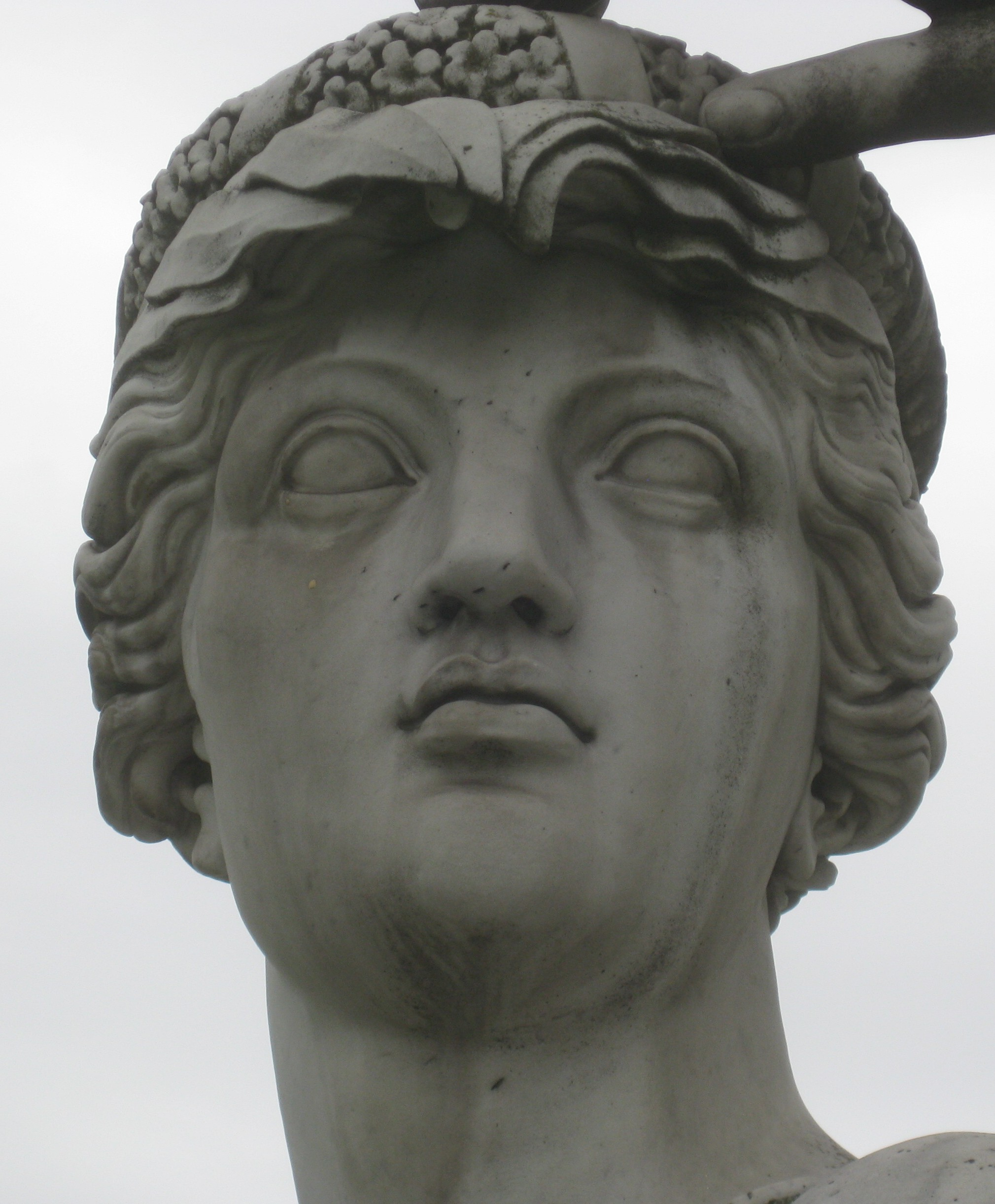
K5: Wassernymphe von vorn
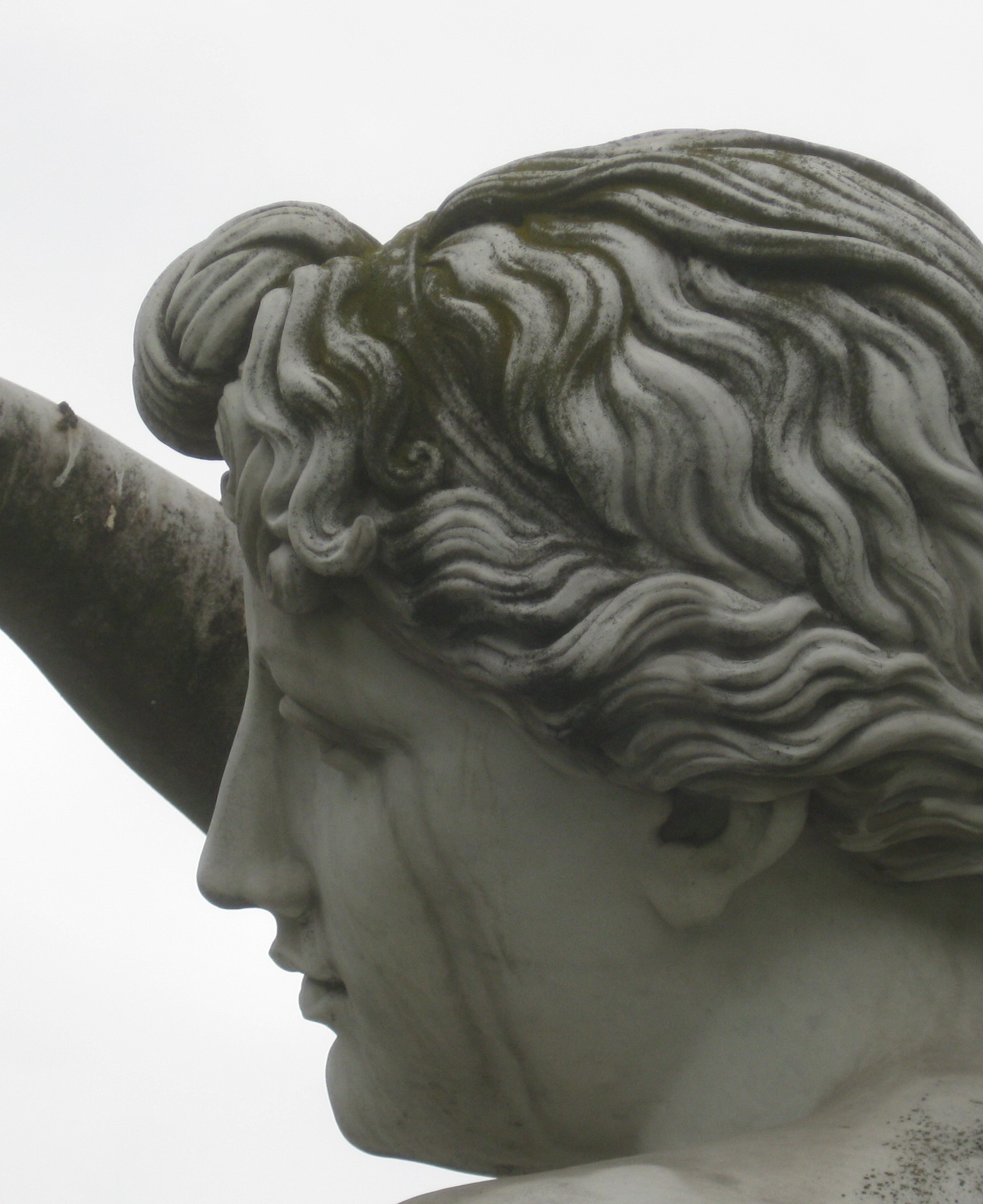
K5: Wiesennymphe von links
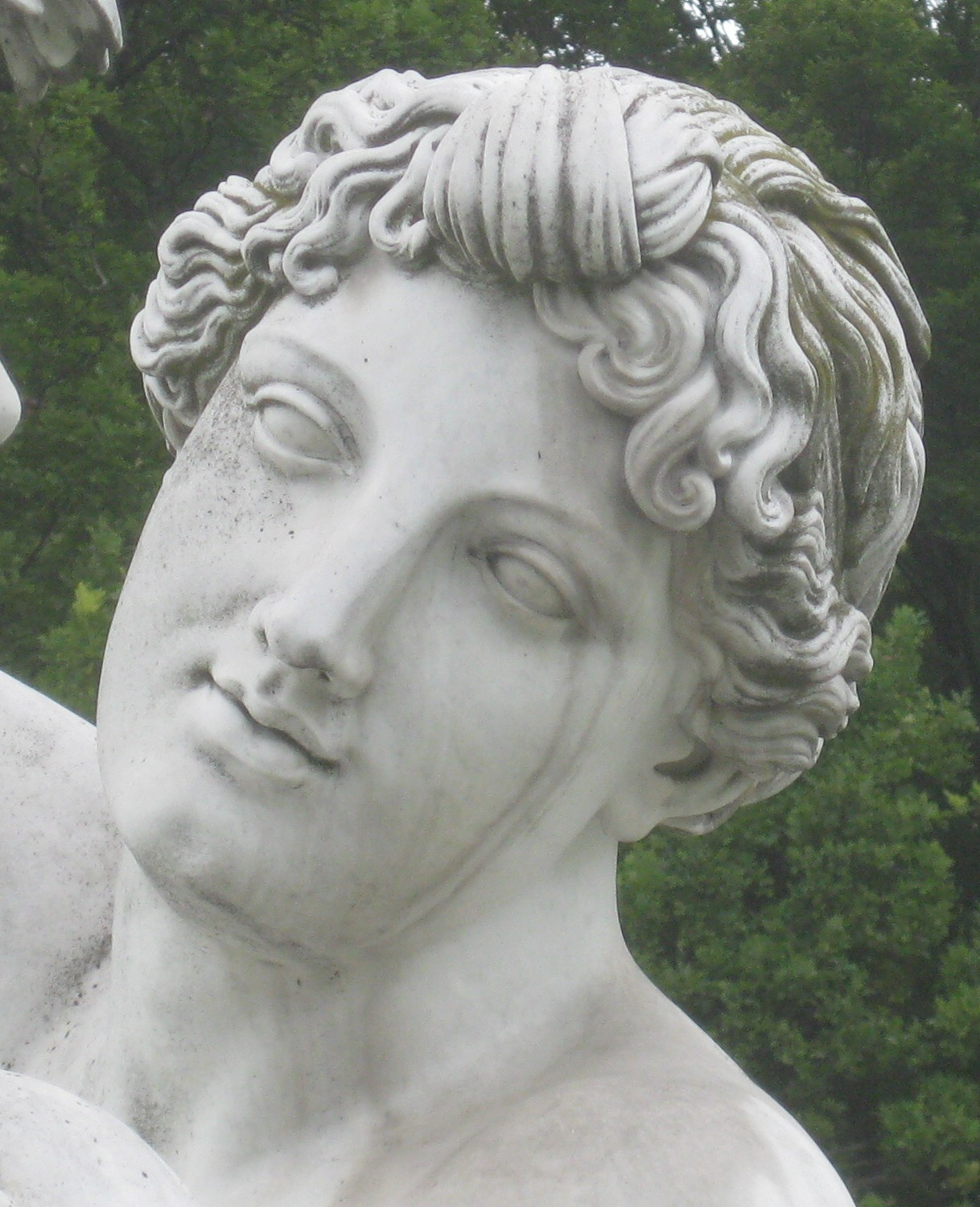
K5: Wiesennymphe von vorn

Die Gesichter der Nymphen gehorchen mit ihrem griechischen Profil den klassischen, antiken Schönheitsvorstellungen. Der Kopf sitzt auf einem langen, schlanken Hals. Das ovale Gesicht ist ebenfalls lang und schmal. Keine Falte und kein Fältchen durchzieht die glatte, jugendliche Haut.
Die gerade Stirn geht absatzlos in den flachen Nasenrücken über, so dass Stirn und Nase eine gerade Linie bilden. Die scharf gezogenen Augenbrauen münden in einem perfekten Bogen nahtlos in die Nasenwurzel. Die Nase ist lang und gleichmäßig schmal und endet in ausgeprägten Nasenflügeln. Der schmale Mund wird gekennzeichnet durch geschürzte volle Lippen, eine kurze Oberlippe mit markant geschwungenen Flügeln, einen leicht geöffneten Mundspalt und deutliche, hochgezogene Mundwinkel. Das volle, hochsitzende Kinn ist schmal und plastisch gewölbt und ragt nicht über die Flucht der Lippen heraus. Die großen, fast mandelförmigen Augen liegen tief in der Augenhöhle. Da die Pupillenbohrungen fehlen, erscheint der Blick unbestimmt und verschleiert. Die wohlgeformten Wangen mit leicht vortretendem Jochbein laufen im ovalen Bogen zum Kinn herab. Der Haarkranz gibt die Ohren mit ihren breiten Muscheln und freien Ohrläppchen nur zur Hälfte dem Blick frei.
Das unbewegte Gesicht der Wassernymphe wirkt ernst und feierlich. Ihr Blick scheint in weite Ferne gerichtet. Die Wiesennymphe hingegen, um deren Mund ein leichtes Lächeln spielt, wendet den Blick freundlich zu ihrer Schwester hin, der sie den Blütenkranz aufsetzt.

### Frisuren

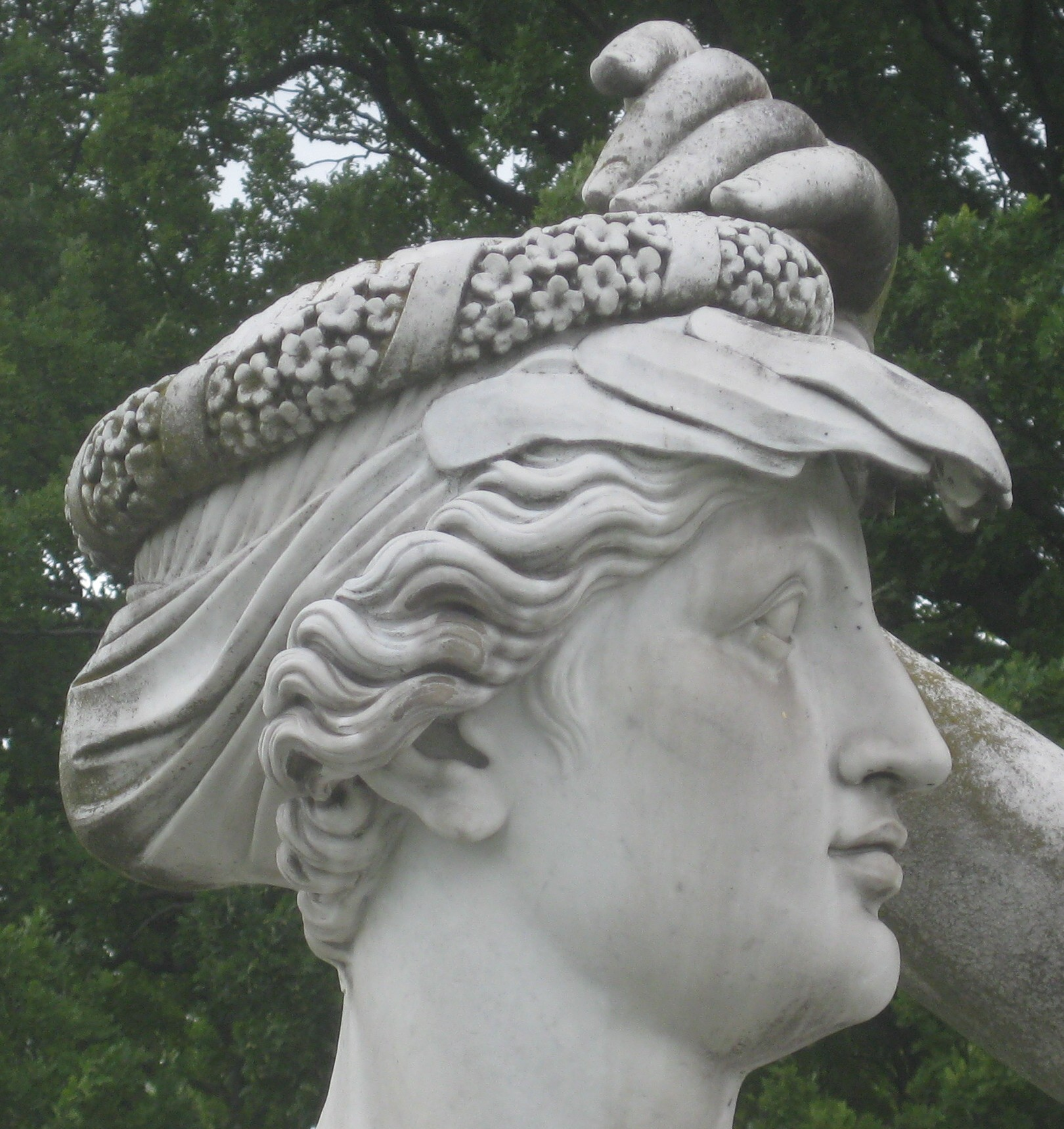
K5: Wassernymphe von rechts
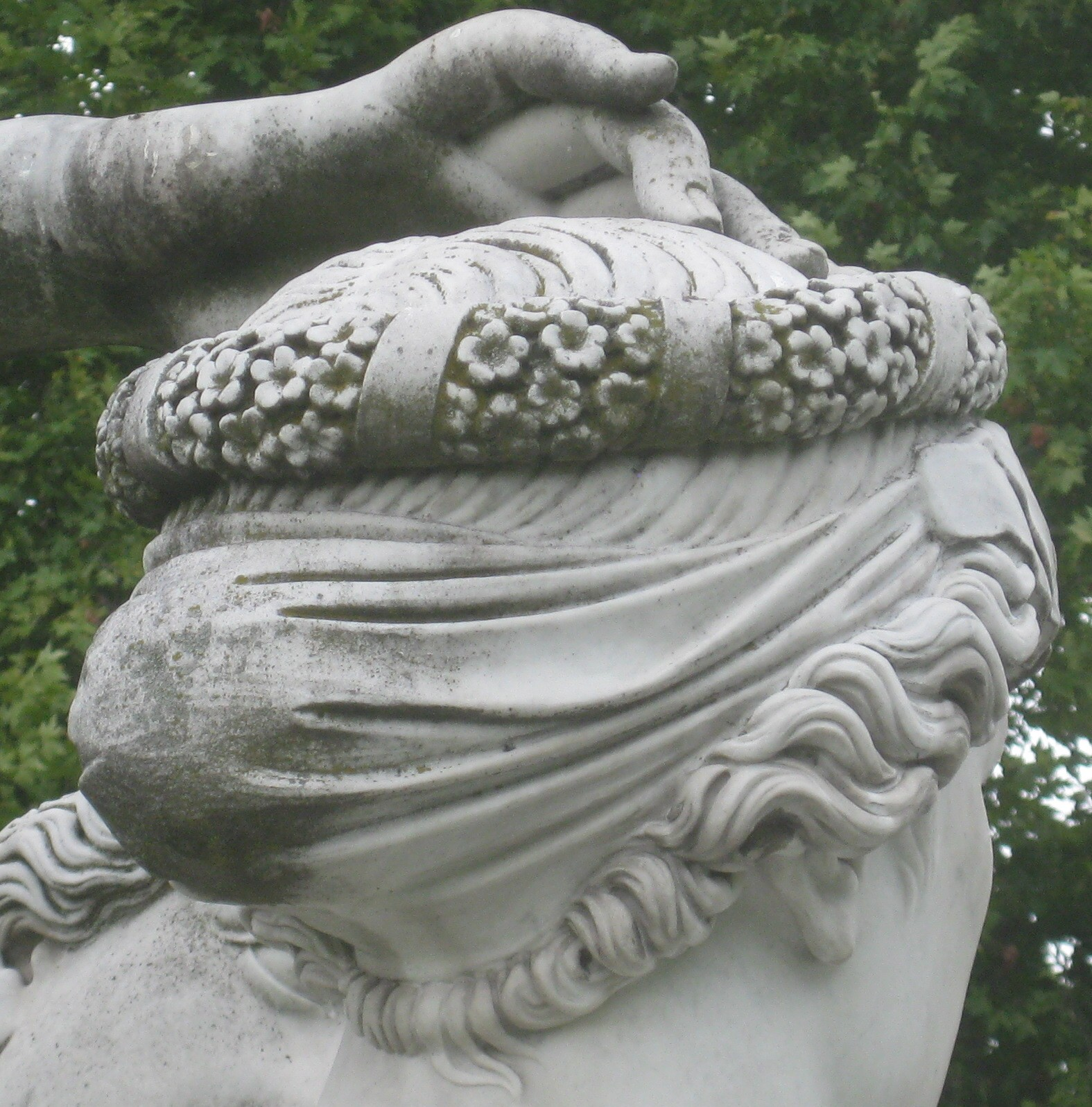
K5: Wassernymphe von hinten
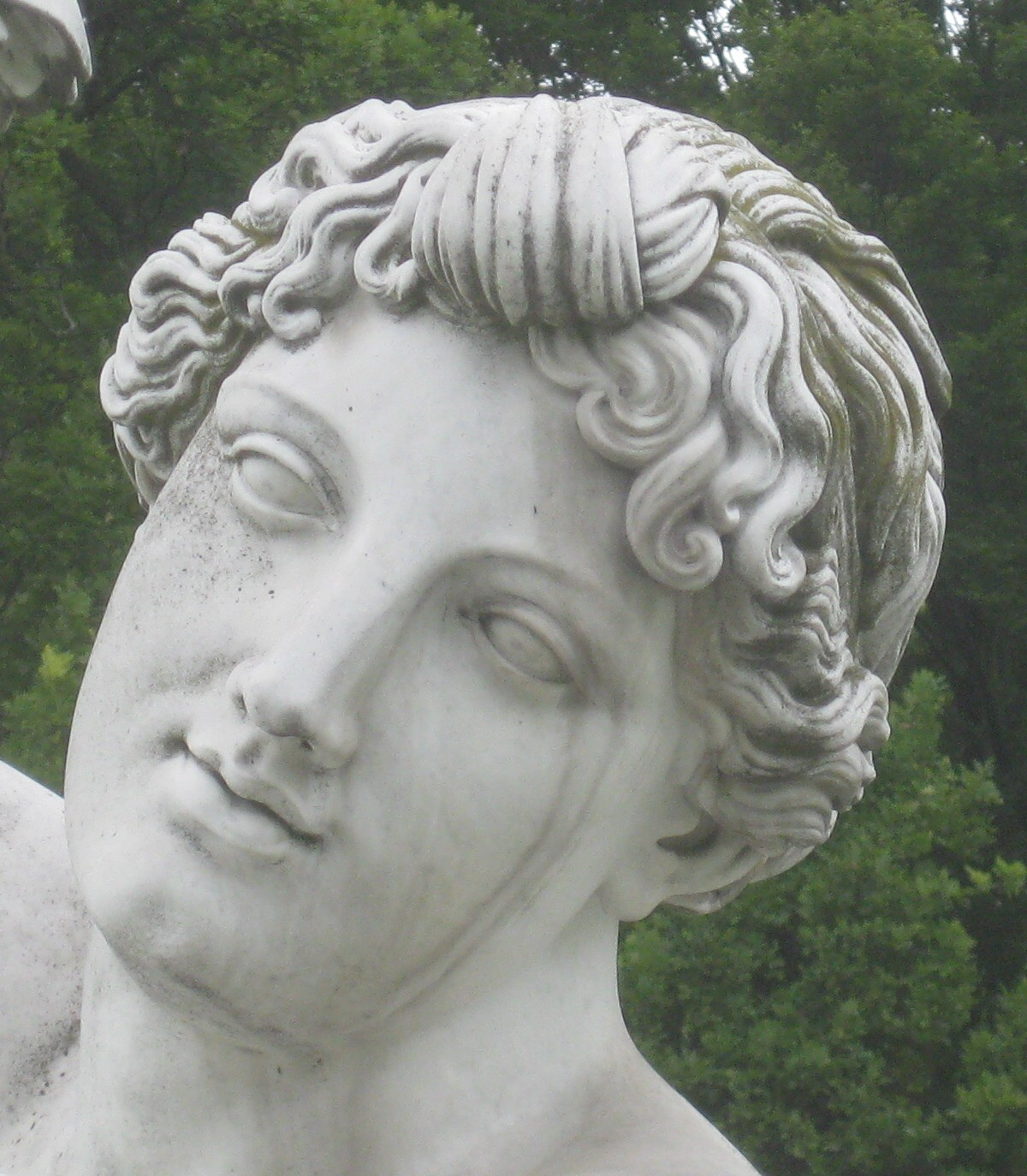
K5: Wiesennymphe von vorn
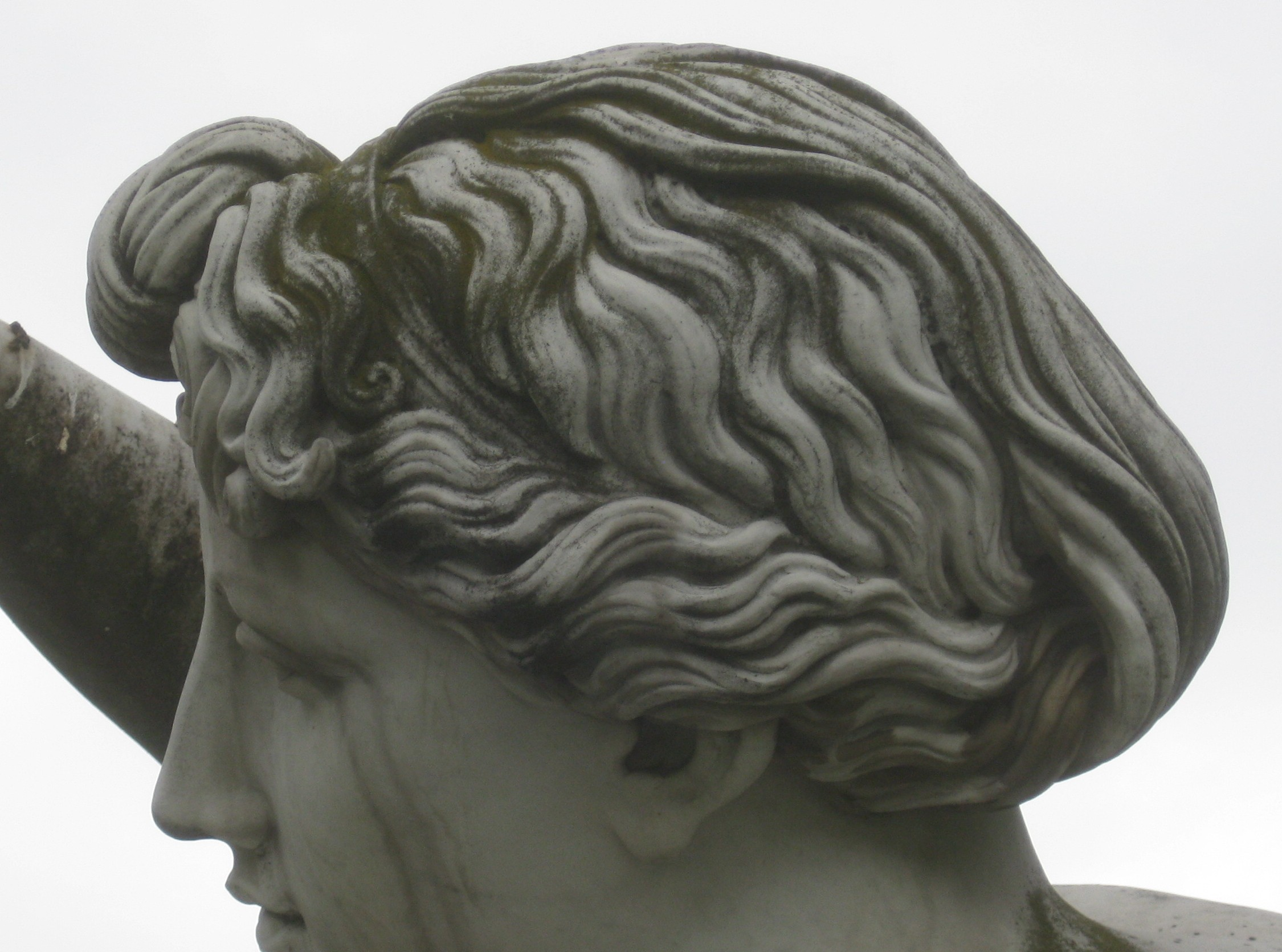
K5: Wiesennymphe von links
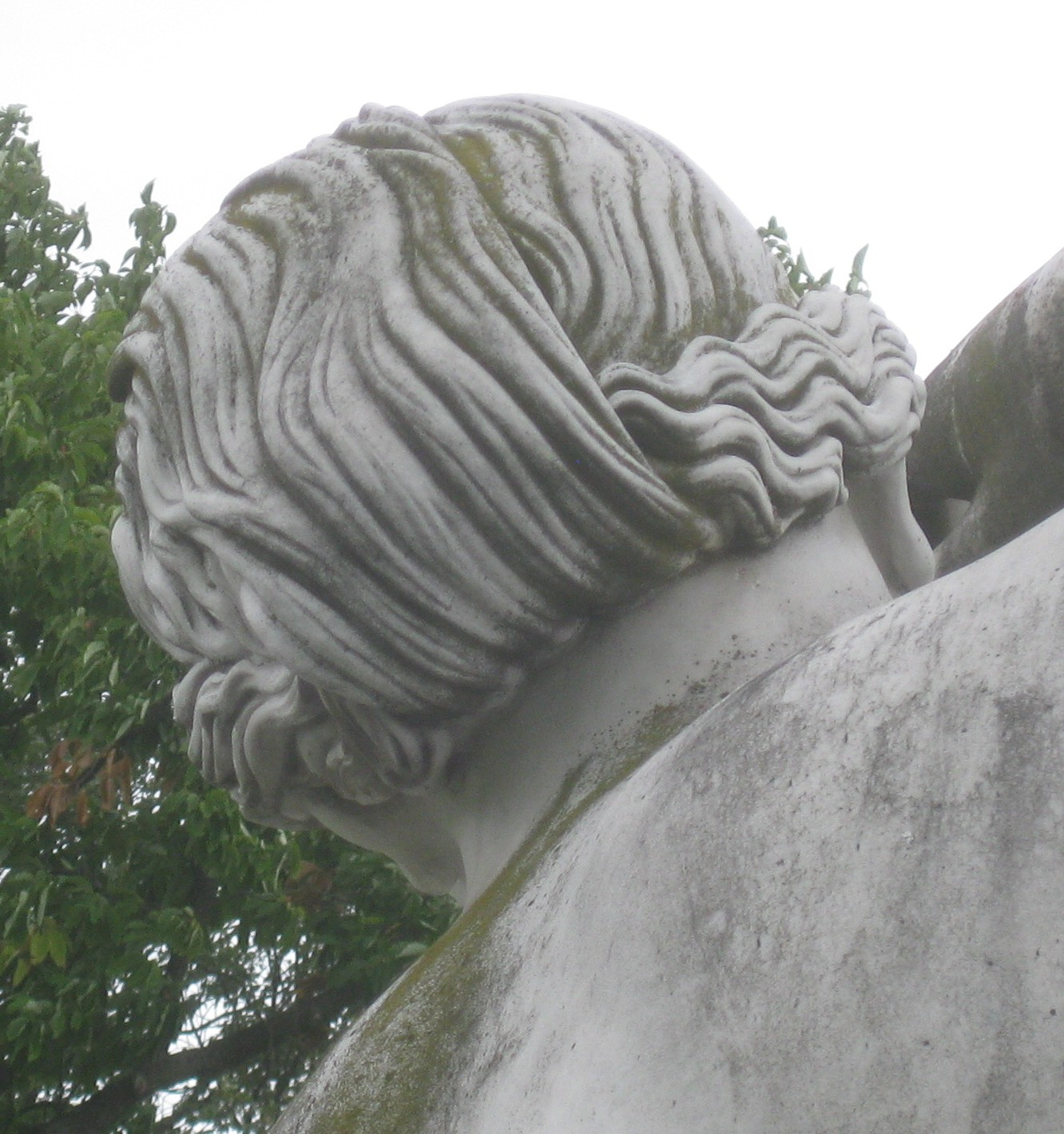
K5: Wiesennymphe von hinten

Wassernymphe. Das in der Mitte gescheitelte Haupthaar ist am Oberkopf in glatten, dicken Strähnen bogenförmig und dicht anliegend zurückgekämmt. Das Nackenhaar ist zu einem Knoten am Hinterkopf hochgebunden und wird von einem Tuch verhüllt, das an der Stirn in einem Schirm aus Lorbeerblättern endet. Wie ein um den Kopf gelegter Kranz quellen unter dem ringförmig gebundenen Kopftuch seitlich und im Nacken lockige Haarsträhnen und -krausen heraus.
Wiesennymphe. Die dicken Strähnen des stark gewellten Haupthaars fließen, von einem Mittelscheitel geteilt, von der Stirn bis zum Hinterkopf. Das lange Nackenhaar wird überkreuz verschlungen in einem breiten Strang zurück bis zur Stirn geführt, wo die einzelne Strähnen zu einem voluminösen, kunstvollen Knoten zusammengebunden sind. Die überstehenden Enden fallen als lockige Fransen zu beiden Seiten in die Stirn. Ein Stoffband, das hinter dem Knoten ansetzt und bis zum Hinterkopf läuft, hält die Haare im Zaum.
Naturgemäß sind die Frisuren bei der ersten Skizze M1 viel gröber ausgearbeitet als bei den anderen Modellen.

### Bekleidung

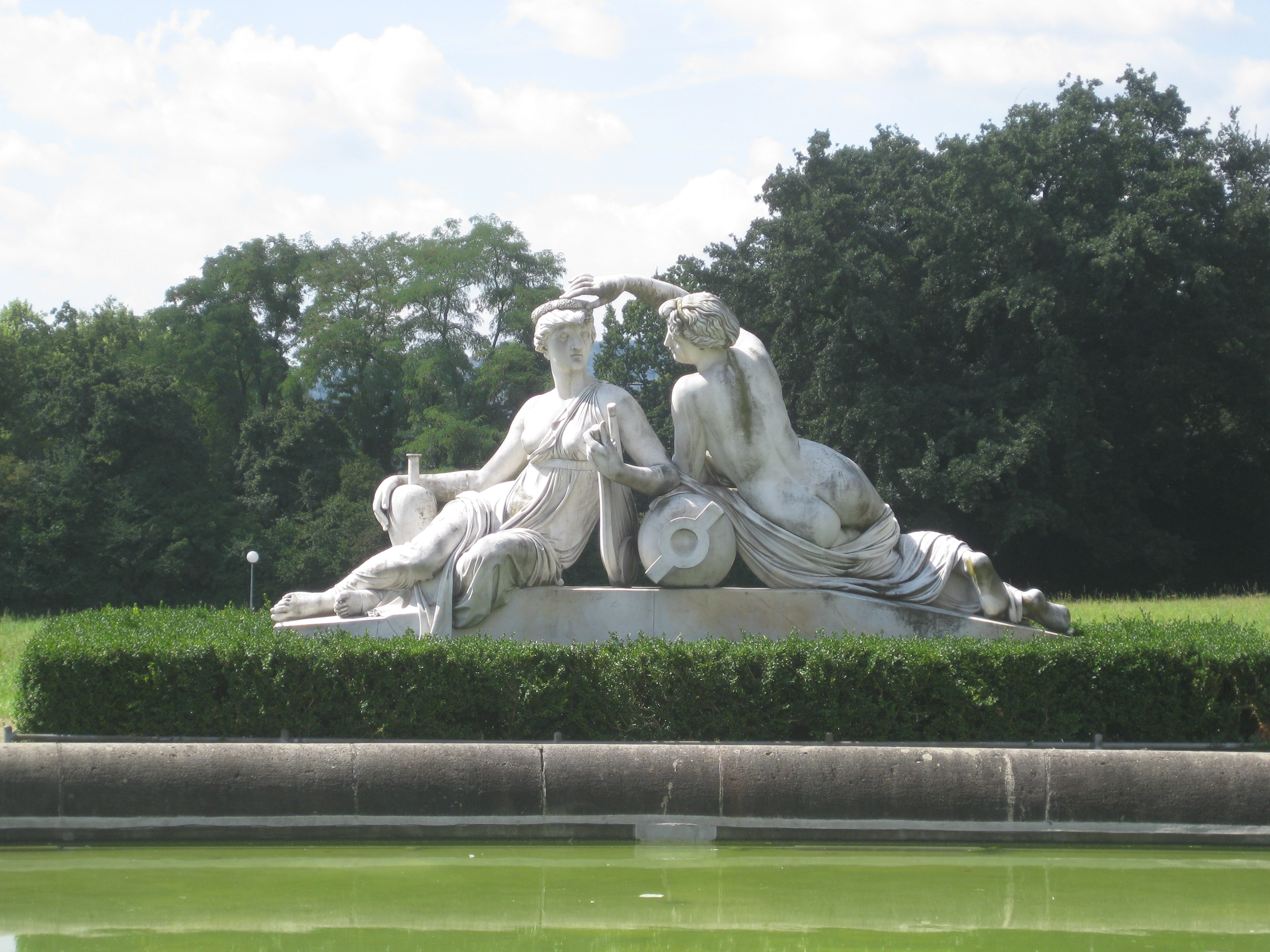
K5: Vorderseite
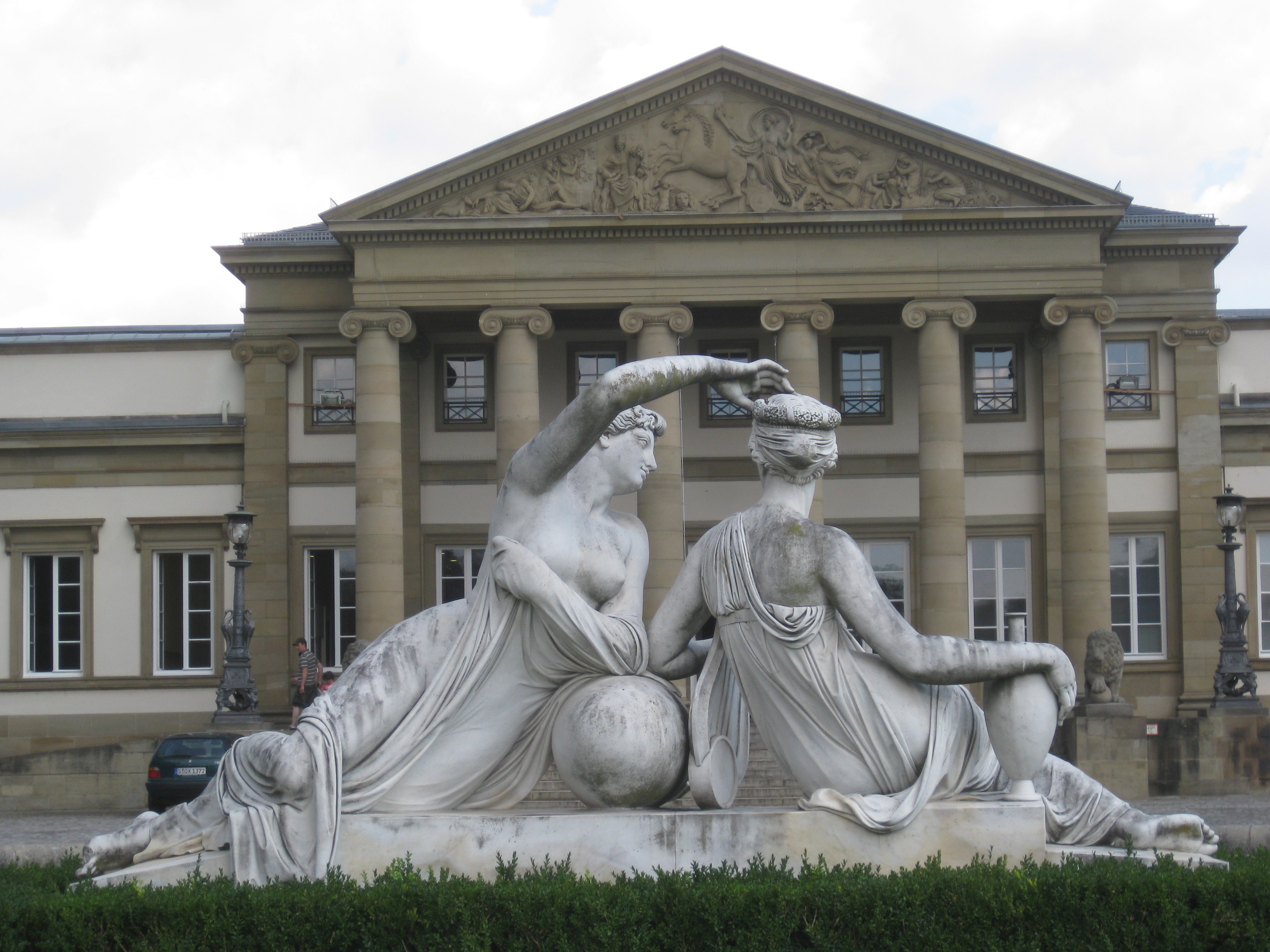
K5: Rückseite

Die Wassernymphe, zu der die Nacktheit ihrem nassen Element gemäß passen würde, ist im Vergleich zu ihrer fast nackten Schwester wohlbekleidet, wenn man von ein paar unverhüllten Flecken absieht.
Wassernymphe. Eine knöchellange, kunstvoll gefältelte Tunika schmiegt sich eng an die schöne Gestalt der Nymphe. Unter der Brust mit einem Band und über der linken Schulter von einer Fibel zusammengehalten, lässt das Gewand die Arme und eine Seite des Rumpfs, von der Brust bis hinab zur Hüfte, unbedeckt.
Wiesennymphe. Die heruntergerutschte Tunika der Wiesennymphe gibt den wohlgeformten Rücken bis unter das Gesäß frei, ebenso Schultern, Brüste und ein Bein. Vor dem Körper rafft die Nymphe das eng anliegende, hauchdünne Gewand, das kaum mehr als die Scham verbirgt, mit dem linken Arm zusammen, den sie in das Tuch des Gewands wie in einen unterarmlangen Stulpenhandschuh eingewickelt hält.
Gegenüber den anderen Modellen, die sich diesbezüglich kaum unterscheiden, ist die Bekleidung der Nymphen bei M1 noch spärlicher ausgefallen. Bei der Wassernymphe ist die rechte Bauchhälfte, etwa bis zum Nabel, freigelegt. Bei der Wiesennymphe ist die linke Gesäßbacke zwar halb verhüllt, ihre Vorderseite präsentiert sie jedoch fast ganz nackt, das weggerutschte Gewand bedeckt lediglich die Beine von den Knien abwärts.